# Copa Entre Ríos 2022-23
La Supercopa Entre Ríos de Fútbol 2022-23 «Copa 60 Aniversario FEF» es la quinta edición de la Copa Entre Ríos, el torneo de clubes más importante de la provincia homónima.
En el torneo, participaron 75 equipos de las 19 ligas afiliadas a la Federación Entrerriana de Fútbol y otorgó 1 cupos para el Torneo Regional Federal Amateur, el perdedor de la final ya que el campeón participaba en el Torneo Federal A
La mayor novedad fue la participación de 75 equipos como además un premio económico a medida que los equipos fueron avanzando en las fases.
La final del torneo se jugó en el estadio Delio Cardozo del club Defensores de Pronunciamiento. 
Los premios económicos se comenzaron a otorgar a los equipos que logren sortear la fase de grupos, estos se hicieron acreedores a un premio de $50.000. El mismo aliciente económico recibieron los equipos clasificados de las llaves de Segunda y Tercera fase.
Luego, los ocho clasificados a cuartos de final percibieron $ 100.000 mientras que los cuatro semifinalistas embolsaron $ 200.000 cada uno de ellos. Más adelante, los ganadores de ambos cruces se llevaron $ 250.000. Ya en la final del torneo, el campeón recibió $ 1 200 000, mientras que el escolta se llevó $ 600 000.

## Formato
Fase de grupos:
- Se confeccionaron 15 grupos de 4 equipos, sorteados.
- Los dos primeros de la tabla general de grupos acceden a Tercera fase.
- Los demás primeros, todos los segundos y los cuatro mejores terceros clasifican a la Segunda fase.

Segunda Fase:
- Lo disputarán los 32 equipos clasificados de la fase de grupos.
- Se jugará por el sistema de eliminación directa, a doble partido.
- El equipo mejor ubicado, será el que defina la serie de local.
- En caso de persistir la igualdad en el global, se definirá mediante tiros desde el punto penal.

Tercera Fase:
- La disputarán los 16 equipos ganadores de la segunda fase, los 14 equipos ya clasificados por participar en torneos AFA, el campeón de la Copa Entre Ríos 2021 y 1 equipo, mejor ubicado de la fase de grupos.
- Se jugará por el sistema de eliminación directa, a doble partido.
- El equipo mejor ubicado, será quién defina la serie de local.
- En caso de persistir la igualdad en el global, se definirá mediante tiros desde el punto penal.

Octavos de final:
- Los disputarán los 16 equipos ganadores de la tercera fase.
- Se jugará por el sistema de eliminación directa, a doble partido.
- El equipo mejor ubicado, será quién defina la serie de local.
- En caso de persistir la igualdad en el global, se definirá mediante tiros desde el punto penal.

Cuartos de final:
- Los disputarán los 8 equipos ganadores de los octavos de final.
- Se jugará por el sistema de eliminación directa, a doble partido.
- El equipo mejor ubicado, será el que defina la serie de local.
- En caso de persistir la igualdad en el global, se definirá mediante tiros desde el punto penal.

Semifinales:
- Las disputarán los 4 equipos ganadores de los cuartos de final.
- Se jugará por el sistema de eliminación directa, a doble partido.
- El equipo mejor ubicado, será quién defina la serie de local.
- En caso de persistir la igualdad en el global, se definirá mediante tiros desde el punto penal.

Final:
- La disputarán los 2 equipos ganadores de las semifinales.
- Se jugará a un solo partido, en cancha neutral.
- En caso de empate, se definirá mediante tiros desde el punto penal.
- Ambos finalistas clasifican al Torneo Regional Federal Amateur (En esta edición, el perdedor de la final clasificó).

## Equipos participantes
| Equipo                                                 | Ciudad                 | Estadio                                                  | Capacidad | Liga de origen                 |
| ------------------------------------------------------ | ---------------------- | -------------------------------------------------------- | --------- | ------------------------------ |
| Club Atlético Ferrocarril                              | Concordia              | Juan Carlos Chagas                                       | 250       | Liga Concordiense              |
| Club Social y Deportivo La Bianca                      | Concordia              | Estadio sin nombre                                       | 600       | Liga Concordiense              |
| Real Concordia Fútbol Club                             | Concordia              | Estadio sin nombre                                       | 150       | Liga Concordiense              |
| Club Atlético Unión de Villa Jardín                    | Concordia              | Profesor Mariano Amable                                  | 1300      | Liga Concordiense              |
| Club Atlético Wanderer's                               | Concordia              | Estadio sin nombre                                       | 150       | Liga Concordiense              |
| Club Deportivo 1.º de Mayo                             | Chajarí                | Virgen de Lourdes                                        | 4000      | Liga de Chajarí                |
| Club Atlético Ferrocarril                              | Chajarí                | Juan Carlos Chagas                                       | 250       | Liga de Chajarí                |
| Club Social y Deportivo La Florida                     | La Florida             | Nuestra Señora de Itatí                                  | 150       | Liga de Chajarí                |
| Club Atlético Colonia Elía                             | Colonia Elía           | Estadio sin nombre                                       | 150       | Liga de Concepción del Uruguay |
| Club Social y Deportivo María Auxiliadora              | Concepción del Uruguay | Cristo de los Olivos                                     | 150       | Liga de Concepción del Uruguay |
| Club Atlético Rivadavia                                | Concepción del Uruguay | Estadio sin nombre                                       | 150       | Liga de Concepción del Uruguay |
| Club Atlético Defensores de Colón                      | Colón                  | Pedro ''Perico'' Espinoza                                | 150       | Liga de Colón                  |
| Club Atlético Sauce                                    | Colón                  | Prudencio Toledo                                         | 150       | Liga de Colón                  |
| Club Atlético Liverpool                                | El Brillante           | Estadio sin nombre                                       | 150       | Liga de Colón                  |
| Club Social y Deportivo San José                       | San José               | 20 de Noviembre                                          | 250       | Liga de Colón                  |
| Club Social y Deportivo Santa Rosa                     | San José               | Estadio Juan Hermosid                                    | 150       | Liga de Colón                  |
| Club Atlético Barrio Norte                             | Gualeguay              | Alberto Pocha Bardacco                                   | 500       | Liga de Gualeguay              |
| Centro Bancario Gualeguay                              | Gualeguay              | Ricardo Taborda                                          | 350       | Liga de Gualeguay              |
| Club Atlético Gualeguay Central                        | Gualeguay              | Enrique ''Quique'' Da Dalt                               | 150       | Liga de Gualeguay              |
| Club Atlético Libertad                                 | Gualeguay              | Estadio sin nombre                                       | 6000      | Liga de Gualeguay              |
| Club Atlético Urquiza                                  | Gualeguay              | Estadio sin nombre                                       | 350       | Liga de Gualeguay              |
| Club Deportivo Juventud Unida                          | Gualeguaychú           | de Los Eucaliptos                                        | 8500      | Liga de Gualeguaychú           |
| Club Deportivo Urdinarrain                             | Urdinarrain            | Teodoro Treisse                                          | 1300      | Liga de Gualeguaychú           |
| Club Atlético Juventud Urdinarrain                     | Urdinarrain            | Juan Jorge Stauber                                       | 1100      | Liga de Gualeguaychú           |
| Club Deportivo y Cultural Aranguren                    | Aranguren              | Nelson Heffel                                            | 150       | Liga de Nogoyá                 |
| Club Atlético Lucas González                           | Lucas González         | Estadio sin nombre                                       | 150       | Liga de Nogoyá                 |
| Club Cultural y Deportivo Ferrocarril San Lorenzo      | Gobernador Mansilla    | Hugo Brondino                                            | 150       | Liga de Rosario del Tala       |
| Club Atlético Maciá                                    | Maciá                  | Oscar Orlando Rebora, ''La Catedral de Barrio Oriental'' | 350       | Liga de Rosario del Tala       |
| Centro Deportivo Defensores de Martín Fierro           | Maciá                  | Jeannot Sueyro                                           | 150       | Liga de Rosario del Tala       |
| Club Atlético Rosario del Tala                         | Rosario del Tala       | Rafael Osinalde                                          | 300       | Liga de Rosario del Tala       |
| Centro Sportivo Peñarol                                | Rosario del Tala       | 2 de Enero                                               | 400       | Liga de Rosario del Tala       |
| Club Deportivo Puerto Nuevo                            | Diamante               | Estadio sin nombre                                       | 150       | Liga Diamantina                |
| Club Deportivo Atlético y Social San Martín            | Diamante               | Estadio sin nombre                                       | 150       | Liga Diamantina                |
| Club Atlético Deportivo y Social Strobel               | Strobel                | Ramón Cardozo                                            | 150       | Liga Diamantina                |
| Club Atlético Valle María                              | Valle María            | Estadio sin nombre                                       | 150       | Liga Diamantina                |
| Club Atlético Defensores del Sur                       | Federal                | Estadio sin nombre                                       | 150       | Liga Federalense               |
| Club Atlético Itatí                                    | Federal                | Oscar ''Oso'' Cis                                        | 5000      | Liga Federalense               |
| Club Social y Deportivo 25 de Mayo                     | La Paz                 | Club Sportivo Comercio e Industria                       | 800       | Liga Paceña                    |
| Club Atlético Barrio Congo                             | La Paz                 | Club Sportivo Comercio e Industria                       | 800       | Liga Paceña                    |
| Club Atlético Caballú                                  | La Paz                 | Patronato Football Club                                  | 300       | Liga Paceña                    |
| Pádel Club Malvinas Argentinas                         | La Paz                 | Patronato Football Club                                  | 300       | Liga Paceña                    |
| Club Deportivo Bovril                                  | Bovril                 | Antonio Boleas                                           | 400       | Liga Paraná Campaña            |
| Club Atlético Juventud Unida                           | Bovril                 | Estadio sin nombre                                       | 500       | Liga Paraná Campaña            |
| Club Atlético Oro Verde                                | Oro Verde              | Gustavo ''Pucará'' Ortellao                              | 500       | Liga Paranaense                |
| Atlético Neuquén Club                                  | Paraná                 | Luis Renaud                                              | 150       | Liga Paranaense                |
| Club Atlético Social y Deportivo Camioneros Entre Ríos | Paraná                 | Estadio sin nombre                                       | 150       | Liga Paranaense                |
| Centro de Exalumnos de la Escuela Don Bosco            | Paraná                 | Dr. Julio Federik                                        | 150       | Liga Paranaense                |
| Club Atlético Palermo                                  | Paraná                 | Alberto Taleb                                            | 150       | Liga Paranaense                |
| Club Atlético Basavilbaso                              | Basavilbaso            | Coloso del Barrio Tanque                                 | 150       | Liga de Basavilbaso            |
| Club Defensores del Oeste                              | Basavilbaso            | 12 de Octubre                                            | 150       | Liga de Basavilbaso            |
| Club Deportivo Peñarol                                 | Basavilbaso            | Fortaleza del Pueblo Nuevo                               | 150       | Liga de Basavilbaso            |
| Club Deportivo Ramsar Juniors                          | Basavilbaso            | Vicente Bustamante                                       | 350       | Liga de Basavilbaso            |
| Club Social y Deportivo San Marcial                    | San Marcial            | Oscar "La Bruja" Horn                                    | 150       | Liga de Basavilbaso            |
| Centro Deportivo Mantero                               | Mantero                | Polideportivo Municipal de Villa Mantero                 | 150       | Liga de Basavilbaso            |
| Club Unión y Recreo                                    | San Justo              | Emeterio Mendoza                                         | 150       | Liga de Basavilbaso            |
| Club Atlético Camba Cuá                                | Santa Elena            | Estadio sin nombre                                       | 150       | Liga Santaelenense             |
| Club Social y Deportivo Santa Marta                    | Santa Elena            | Polideportivo de Santa Elena, ''El Aguará''              | 500       | Liga Santaelenense             |
| Club Atlético Banfield                                 | Victoria               | Defensores de la Ribera                                  | 150       | Liga Victoriense               |
| Club Deportivo 25 de Mayo                              | Victoria               | Estadio sin nombre                                       | 1200      | Liga Victoriense               |
| Club Atlético Juventud Unida                           | General Campos         | Mario Zubizarreta                                        | 500       | Liga Villaguayense             |
| Club Atlético Progreso Unidos                          | San Salvador           | Estadio sin nombre                                       | 150       | Liga Villaguayense             |

## Etapa clasificatoria
Los participantes se distribuyeron en 15 zonas de 4 equipos cada uno. Los 2 mejores equipo de todas las zonas clasificaron a Tercera Fase, luego todos los primeros y segundos de cada grupo más los cuatro mejores terceros clasificaron a los Segunda Fase. Los criterios de clasificación son los siguientes:
1. Puntos obtenidos.
2. Diferencia de goles.
3. Mayor cantidad de goles marcados.

### Grupo 1

#### Tabla de posiciones final
| Pos. | Equipo                       | Pts. | PJ | PG | PE | PP | GF | GC | Dif. |
| ---- | ---------------------------- | ---- | -- | -- | -- | -- | -- | -- | ---- |
| 1.º  | Juventud Unida (Bovril)      | 13   | 6  | 4  | 1  | 1  | 8  | 4  | 4    |
| 2.º  | Caballú (La Paz)             | 9    | 6  | 3  | 0  | 3  | 8  | 6  | 2    |
| 3.º  | Malvinas Argentinas (La Paz) | 8    | 6  | 2  | 2  | 2  | 7  | 8  | −1   |
| 4.º  | Dep. Bovril                  | 4    | 6  | 1  | 1  | 4  | 4  | 9  | −5   |

|  | Clasificaron a segunda ronda. |

|  |

#### Resultados
| Fecha 1                      | Fecha 1   | Fecha 1                 | Fecha 1                 | Fecha 1                |
| Local                        | Resultado | Visita                  | Estadio                 | Fecha                  |
| ---------------------------- | --------- | ----------------------- | ----------------------- | ---------------------- |
| Caballú (La Paz)             | 2 - 0     | Dep. Bovril             | Patronato Football Club | 3 de diciembre de 2022 |
| Malvinas Argentinas (La Paz) | 0 - 0     | Juventud Unida (Bovril) | Patronato Football Club | 4 de diciembre de 2022 |

| Fecha 2          | Fecha 2   | Fecha 2                      | Fecha 2                 | Fecha 2                 |
| Local            | Resultado | Visita                       | Estadio                 | Fecha                   |
| ---------------- | --------- | ---------------------------- | ----------------------- | ----------------------- |
| Dep. Bovril      | 1 - 2     | Juventud Unida (Bovril)      | Juventud Unida (Bovril) | 11 de diciembre de 2022 |
| Caballú (La Paz) | 1 - 2     | Malvinas Argentinas (La Paz) | Patronato Football Club | 11 de diciembre de 2022 |

| Fecha 3                      | Fecha 3   | Fecha 3          | Fecha 3                 | Fecha 3                 |
| Local                        | Resultado | Visita           | Estadio                 | Fecha                   |
| ---------------------------- | --------- | ---------------- | ----------------------- | ----------------------- |
| Malvinas Argentinas (La Paz) | 2 - 1     | Dep. Bovril      | Patronato Football Club | 17 de diciembre de 2022 |
| Juventud Unida (Bovril)      | 2 - 1     | Caballú (La Paz) | Aníbal Fernández        | 17 de diciembre de 2022 |

| Fecha 4                 | Fecha 4   | Fecha 4                      | Fecha 4                 | Fecha 4            |
| Local                   | Resultado | Visita                       | Estadio                 | Fecha              |
| ----------------------- | --------- | ---------------------------- | ----------------------- | ------------------ |
| Juventud Unida (Bovril) | 2 - 1     | Malvinas Argentinas (La Paz) | Juventud Unida (Bovril) | 8 de enero de 2023 |
| Dep. Bovril             | 1 - 0     | Caballú (La Paz)             | Antonio Boleas          | 8 de enero de 2023 |

| Fecha 5                      | Fecha 5   | Fecha 5          | Fecha 5                 | Fecha 5             |
| Local                        | Resultado | Visita           | Estadio                 | Fecha               |
| ---------------------------- | --------- | ---------------- | ----------------------- | ------------------- |
| Juventud Unida (Bovril)      | 2 - 0     | Dep. Bovril      | Juventud Unida (Bovril) | 14 de enero de 2023 |
| Malvinas Argentinas (La Paz) | 1 - 3     | Caballú (La Paz) | Patronato Football Club | 15 de enero de 2023 |

| Fecha 6          | Fecha 6   | Fecha 6                      | Fecha 6                 | Fecha 6             |
| Local            | Resultado | Visita                       | Estadio                 | Fecha               |
| ---------------- | --------- | ---------------------------- | ----------------------- | ------------------- |
| Dep. Bovril      | 1 - 1     | Malvinas Argentinas (La Paz) | Antonio Boleas          | 20 de enero de 2023 |
| Caballú (La Paz) | 1 - 0     | Juventud Unida (Bovril)      | Patronato Football Club | 20 de enero de 2023 |

|  |

### Grupo 2

#### Tabla de posiciones final
| Pos. | Equipo                | Pts. | PJ | PG | PE | PP | GF | GC | Dif. |
| ---- | --------------------- | ---- | -- | -- | -- | -- | -- | -- | ---- |
| 1.º  | Palermo (Paraná)      | 12   | 6  | 4  | 0  | 2  | 20 | 10 | 10   |
| 2.º  | Camioneros (Paraná)   | 12   | 6  | 4  | 0  | 2  | 19 | 12 | 7    |
| 3.º  | Atl. Valle María      | 12   | 6  | 4  | 0  | 2  | 9  | 5  | 4    |
| 4.º  | San Martín (Diamante) | 0    | 6  | 0  | 0  | 6  | 6  | 27 | −21  |

|  | Clasificaron a segunda ronda. |

|  |

#### Resultados
| Fecha 1             | Fecha 1   | Fecha 1               | Fecha 1             | Fecha 1                |
| Local               | Resultado | Visita                | Estadio             | Fecha                  |
| ------------------- | --------- | --------------------- | ------------------- | ---------------------- |
| Camioneros (Paraná) | 6 - 2     | San Martín (Diamante) | Camioneros (Paraná) | 4 de diciembre de 2022 |
| Atl. Valle María    | 1 - 0     | Palermo (Paraná)      | Atl. Valle María    | 4 de diciembre de 2022 |

| Fecha 2             | Fecha 2   | Fecha 2               | Fecha 2          | Fecha 2                 |
| Local               | Resultado | Visita                | Estadio          | Fecha                   |
| ------------------- | --------- | --------------------- | ---------------- | ----------------------- |
| Camioneros (Paraná) | 4 - 3     | Palermo (Paraná)      | Alberto Taleb    | 10 de diciembre de 2022 |
| Atl. Valle María    | 2 - 0     | San Martín (Diamante) | Atl. Valle María | 11 de diciembre de 2022 |

| Fecha 3               | Fecha 3   | Fecha 3          | Fecha 3               | Fecha 3                 |
| Local                 | Resultado | Visita           | Estadio               | Fecha                   |
| --------------------- | --------- | ---------------- | --------------------- | ----------------------- |
| Camioneros (Paraná)   | 1 - 2     | Atl. Valle María | Camioneros (Paraná)   | 17 de diciembre de 2022 |
| San Martín (Diamante) | 2 - 4     | Palermo (Paraná) | San Martín (Diamante) | 17 de diciembre de 2022 |

| Fecha 4               | Fecha 4   | Fecha 4             | Fecha 4               | Fecha 4             |
| Local                 | Resultado | Visita              | Estadio               | Fecha               |
| --------------------- | --------- | ------------------- | --------------------- | ------------------- |
| San Martín (Diamante) | 1 - 4     | Camioneros (Paraná) | San Martín (Diamante) | 10 de enero de 2023 |
| Palermo (Paraná)      | 2 - 0     | Atl. Valle María    | Alberto Taleb         | 8 de enero de 2023  |

| Fecha 5               | Fecha 5   | Fecha 5          | Fecha 5               | Fecha 5             |
| Local                 | Resultado | Visita           | Estadio               | Fecha               |
| --------------------- | --------- | ---------------- | --------------------- | ------------------- |
| Camioneros (Paraná)   | 2 - 3     | Palermo (Paraná) | Camioneros (Paraná)   | 15 de enero de 2023 |
| San Martín (Diamante) | 0 - 3     | Atl. Valle María | San Martín (Diamante) | 14 de enero de 2023 |

| Fecha 6          | Fecha 6   | Fecha 6               | Fecha 6          | Fecha 6             |
| Local            | Resultado | Visita                | Estadio          | Fecha               |
| ---------------- | --------- | --------------------- | ---------------- | ------------------- |
| Atl. Valle María | 1 - 2     | Camioneros (Paraná)   | Atl. Valle María | 22 de enero de 2023 |
| Palermo (Paraná) | 8 - 1     | San Martín (Diamante) | Alberto Taleb    | 22 de enero de 2023 |

|  |

### Grupo 3

#### Tabla de posiciones final
| Pos. | Equipo                                        | Pts. | PJ | PG | PE | PP | GF | GC | Dif. |
| ---- | --------------------------------------------- | ---- | -- | -- | -- | -- | -- | -- | ---- |
| 1.º  | Centro Bancario (Gualeguay)                   | 14   | 6  | 4  | 2  | 0  | 9  | 3  | 6    |
| 2.º  | Banfield (Victoria)                           | 8    | 6  | 2  | 2  | 2  | 6  | 6  | 0    |
| 3.º  | Ferrocarril San Lorenzo (Gobernador Mansilla) | 7    | 6  | 2  | 1  | 3  | 4  | 7  | −3   |
| 4.º  | 25 de Mayo (Victoria)                         | 4    | 6  | 1  | 1  | 4  | 6  | 9  | −3   |

|  | Clasificados a segunda ronda. |

#### Resultados
| Fecha 1                     | Fecha 1   | Fecha 1                 | Fecha 1                 | Fecha 1                |
| Local                       | Resultado | Visita                  | Estadio                 | Fecha                  |
| --------------------------- | --------- | ----------------------- | ----------------------- | ---------------------- |
| Banfield (Victoria)         | 0 - 1     | Ferrocarril San Lorenzo | Defensores de la Ribera | 4 de diciembre de 2022 |
| Centro Bancario (Gualeguay) | 1 - 0     | 25 de Mayo (Victoria)   | Ricardo Taborda         | 4 de diciembre de 2022 |

| Fecha 2                 | Fecha 2   | Fecha 2                     | Fecha 2                 | Fecha 2                 |
| Local                   | Resultado | Visita                      | Estadio                 | Fecha                   |
| ----------------------- | --------- | --------------------------- | ----------------------- | ----------------------- |
| Ferrocarril San Lorenzo | 1 - 4     | Centro Bancario (Gualeguay) | Hugo Brondino           | 11 de diciembre de 2022 |
| Banfield (Victoria)     | 3 - 3     | 25 de Mayo (Victoria)       | Defensores de la Ribera | 11 de diciembre de 2022 |

| Fecha 3                     | Fecha 3   | Fecha 3                 | Fecha 3               | Fecha 3                 |
| Local                       | Resultado | Visita                  | Estadio               | Fecha                   |
| --------------------------- | --------- | ----------------------- | --------------------- | ----------------------- |
| 25 de Mayo (Victoria)       | 1 - 2     | Ferrocarril San Lorenzo | 25 de Mayo (Victoria) | 16 de diciembre de 2022 |
| Centro Bancario (Gualeguay) | 2 - 1     | Banfield (Victoria)     | Ricardo Taborda       | 17 de diciembre de 2022 |

| Fecha 4                 | Fecha 4   | Fecha 4                     | Fecha 4               | Fecha 4            |
| Local                   | Resultado | Visita                      | Estadio               | Fecha              |
| ----------------------- | --------- | --------------------------- | --------------------- | ------------------ |
| Ferrocarril San Lorenzo | 0 - 1     | Banfield (Victoria)         | Hugo Brondino         | 7 de enero de 2023 |
| 25 de Mayo (Victoria)   | 1 - 2     | Centro Bancario (Gualeguay) | 25 de Mayo (Victoria) | 8 de enero de 2023 |

| Fecha 5                     | Fecha 5   | Fecha 5                 | Fecha 5               | Fecha 5             |
| Local                       | Resultado | Visita                  | Estadio               | Fecha               |
| --------------------------- | --------- | ----------------------- | --------------------- | ------------------- |
| Centro Bancario (Gualeguay) | 0 - 0     | Ferrocarril San Lorenzo | Ricardo Taborda       | 15 de enero de 2023 |
| 25 de Mayo (Victoria)       | 0 - 1     | Banfield (Victoria)     | 25 de Mayo (Victoria) | 15 de enero de 2023 |

| Fecha 6                 | Fecha 6   | Fecha 6                     | Fecha 6                 | Fecha 6             |
| Local                   | Resultado | Visita                      | Estadio                 | Fecha               |
| ----------------------- | --------- | --------------------------- | ----------------------- | ------------------- |
| Ferrocarril San Lorenzo | 0 - 1     | 25 de Mayo (Victoria)       | Hugo Brondino           | 22 de enero de 2023 |
| Banfield (Victoria)     | 0 - 0     | Centro Bancario (Gualeguay) | Defensores de la Ribera | 22 de enero de 2023 |

|  |

|  |

### Grupo 4

#### Tabla de posiciones final
| Pos. | Equipo                  | Pts. | PJ | PG | PE | PP | GF | GC | Dif. |
| ---- | ----------------------- | ---- | -- | -- | -- | -- | -- | -- | ---- |
| 1.º  | Juventud (Urdinarrian)  | 14   | 6  | 4  | 2  | 0  | 9  | 3  | 6    |
| 2.º  | María Auxiliadora (CdU) | 6    | 6  | 1  | 3  | 2  | 7  | 6  | 1    |
| 3.º  | Urquiza (Gualeguay)     | 6    | 6  | 1  | 3  | 2  | 7  | 12 | −5   |
| 4.º  | Libertad (Gualeguay)    | 5    | 6  | 1  | 2  | 3  | 6  | 8  | −2   |

|  | Clasificados a segunda ronda. |

|  |

#### Resultados
| Fecha 1                | Fecha 1   | Fecha 1                 | Fecha 1             | Fecha 1                |
| Local                  | Resultado | Visita                  | Estadio             | Fecha                  |
| ---------------------- | --------- | ----------------------- | ------------------- | ---------------------- |
| Juventud (Urdinarrain) | 2 - 1     | Libertad (Gualeguay)    | Juan Jorge Stauber  | 3 de diciembre de 2022 |
| Urquiza (Gualeguay)    | 1 - 1     | María Auxiliadora (CdU) | Urquiza (Gualeguay) | 4 de diciembre de 2022 |

| Fecha 2                 | Fecha 2   | Fecha 2                | Fecha 2              | Fecha 2                 |
| Local                   | Resultado | Visita                 | Estadio              | Fecha                   |
| ----------------------- | --------- | ---------------------- | -------------------- | ----------------------- |
| María Auxiliadora (CdU) | 1 - 1     | Juventud (Urdinarrain) | Cristo de los Olivos | 10 de diciembre de 2022 |
| Urquiza (Gualeguay)     | 2 - 2     | Libertad (Gualeguay)   | Urquiza (Gualeguay)  | 11 de diciembre de 2022 |

| Fecha 3                | Fecha 3   | Fecha 3                 | Fecha 3              | Fecha 3                 |
| Local                  | Resultado | Visita                  | Estadio              | Fecha                   |
| ---------------------- | --------- | ----------------------- | -------------------- | ----------------------- |
| Libertad (Gualeguay)   | 1 - 0     | María Auxiliadora (CdU) | Libertad (Gualeguay) | 17 de diciembre de 2022 |
| Juventud (Urdinarrain) | 0 - 0     | Urquiza (Gualeguay)     | Juan Jorge Stauber   | 18 de diciembre de 2022 |

| Fecha 4                 | Fecha 4   | Fecha 4                | Fecha 4              | Fecha 4            |
| Local                   | Resultado | Visita                 | Estadio              | Fecha              |
| ----------------------- | --------- | ---------------------- | -------------------- | ------------------ |
| Libertad (Gualeguay)    | 0 - 1     | Juventud (Urdinarrain) | Libertad (Gualeguay) | 8 de enero de 2023 |
| María Auxiliadora (CdU) | 4 - 1     | Urquiza (Gualeguay)    | Cristo de los Olivos | 8 de enero de 2023 |

| Fecha 5                | Fecha 5   | Fecha 5                 | Fecha 5              | Fecha 5             |
| Local                  | Resultado | Visita                  | Estadio              | Fecha               |
| ---------------------- | --------- | ----------------------- | -------------------- | ------------------- |
| Juventud (Urdinarrain) | 1 - 0     | María Auxiliadora (CdU) | Juan Jorge Stauber   | 15 de enero de 2023 |
| Libertad (Gualeguay)   | 1 - 2     | Urquiza (Gualeguay)     | Libertad (Gualeguay) | 15 de enero de 2023 |

| Fecha 6                 | Fecha 6   | Fecha 6                | Fecha 6              | Fecha 6             |
| Local                   | Resultado | Visita                 | Estadio              | Fecha               |
| ----------------------- | --------- | ---------------------- | -------------------- | ------------------- |
| María Auxiliadora (CdU) | 1 - 1     | Libertad (Gualeguay)   | Cristo de los Olivos | 24 de enero de 2023 |
| Urquiza (Gualeguay)     | 1 - 4     | Juventud (Urdinarrain) | Urquiza (Gualeguay)  | 22 de enero de 2023 |

|  |

### Grupo 5

#### Tabla de posiciones final
| Pos. | Equipo                        | Pts. | PJ | PG | PE | PP | GF | GC | Dif. |
| ---- | ----------------------------- | ---- | -- | -- | -- | -- | -- | -- | ---- |
| 1.º  | Barrio Norte (Gualeguay)      | 12   | 6  | 4  | 0  | 2  | 8  | 6  | 2    |
| 2.º  | Dep. Urdinarrian              | 10   | 6  | 3  | 1  | 2  | 4  | 2  | 2    |
| 3.º  | Juventud Unida (Gualeguaychú) | 7    | 6  | 2  | 1  | 3  | 6  | 5  | 1    |
| 4.º  | Gualeguay Central             | 5    | 6  | 1  | 2  | 3  | 3  | 8  | −5   |

|  | Clasificados a segunda ronda. |

|  |

#### Resultados
| Fecha 1                  | Fecha 1   | Fecha 1                       | Fecha 1                | Fecha 1                |
| Local                    | Resultado | Visita                        | Estadio                | Fecha                  |
| ------------------------ | --------- | ----------------------------- | ---------------------- | ---------------------- |
| Barrio Norte (Gualeguay) | 2 - 1     | Juventud Unida (Gualeguaychú) | Alberto Pocha Bardacco | 4 de diciembre de 2022 |
| Dep. Urdinarrain         | 0 - 0     | Gualeguay Central             | Teodoro Treisse        | 3 de diciembre de 2022 |

| Fecha 2                       | Fecha 2   | Fecha 2           | Fecha 2                | Fecha 2                 |
| Local                         | Resultado | Visita            | Estadio                | Fecha                   |
| ----------------------------- | --------- | ----------------- | ---------------------- | ----------------------- |
| Juventud Unida (Gualeguaychú) | 0 - 2     | Dep. Urdinarrain  | de Los Eucaliptos      | 11 de diciembre de 2022 |
| Barrio Norte (Gualeguay)      | 3 - 2     | Gualeguay Central | Alberto Pocha Bardacco | 11 de diciembre de 2022 |

| Fecha 3           | Fecha 3   | Fecha 3                       | Fecha 3                    | Fecha 3                 |
| Local             | Resultado | Visita                        | Estadio                    | Fecha                   |
| ----------------- | --------- | ----------------------------- | -------------------------- | ----------------------- |
| Dep. Urdinarrain  | 1 - 0     | Barrio Norte (Gualeguay)      | Teodoro Treisse            | 17 de diciembre de 2022 |
| Gualeguay Central | 0 - 0     | Juventud Unida (Gualeguaychú) | Enrique ''Quique'' Da Dalt | 17 de diciembre de 2022 |

| Fecha 4                       | Fecha 4   | Fecha 4                  | Fecha 4                    | Fecha 4            |
| Local                         | Resultado | Visita                   | Estadio                    | Fecha              |
| ----------------------------- | --------- | ------------------------ | -------------------------- | ------------------ |
| Juventud Unida (Gualeguaychú) | 2 - 0     | Barrio Norte (Gualeguay) | de Los Eucaliptos          | 8 de enero de 2023 |
| Gualeguay Central             | 1 - 0     | Dep. Urdinarrain         | Enrique ''Quique'' Da Dalt | 8 de enero de 2023 |

| Fecha 5           | Fecha 5   | Fecha 5                       | Fecha 5                    | Fecha 5             |
| Local             | Resultado | Visita                        | Estadio                    | Fecha               |
| ----------------- | --------- | ----------------------------- | -------------------------- | ------------------- |
| Dep. Urdinarrain  | 1 - 0     | Juventud Unida (Gualeguaychú) | Teodoro Treisse            | 14 de enero de 2023 |
| Gualeguay Central | 0 - 2     | Barrio Norte (Gualeguay)      | Enrique ''Quique'' Da Dalt | 15 de enero de 2023 |

| Fecha 6                       | Fecha 6   | Fecha 6           | Fecha 6                | Fecha 6             |
| Local                         | Resultado | Visita            | Estadio                | Fecha               |
| ----------------------------- | --------- | ----------------- | ---------------------- | ------------------- |
| Barrio Norte (Gualeguay)      | 1 - 0     | Dep. Urdinarrain  | Alberto Pocha Bardacco | 22 de enero de 2023 |
| Juventud Unida (Gualeguaychú) | 3 - 0     | Gualeguay Central | de Los Eucaliptos      | 22 de enero de 2023 |

|  |

### Grupo 6

#### Tabla de posiciones final
| Pos. | Equipo                          | Pts. | PJ | PG | PE | PP | GF | GC | Dif. |
| ---- | ------------------------------- | ---- | -- | -- | -- | -- | -- | -- | ---- |
| 1.º  | Don Bosco (Paraná)              | 11   | 6  | 3  | 2  | 1  | 15 | 8  | 7    |
| 2.º  | Liverpool (El Brillante)        | 11   | 6  | 3  | 2  | 1  | 8  | 6  | 2    |
| 3.º  | Juventud Unida (General Campos) | 6    | 6  | 1  | 3  | 2  | 9  | 10 | −1   |
| 4.º  | Progreso Unidos (San Salvador)  | 3    | 6  | 0  | 3  | 3  | 8  | 16 | −8   |

|  | Clasificados a segunda ronda. |

#### Resultados
| Fecha 1                         | Fecha 1   | Fecha 1                        | Fecha 1                  | Fecha 1                |
| Local                           | Resultado | Visita                         | Estadio                  | Fecha                  |
| ------------------------------- | --------- | ------------------------------ | ------------------------ | ---------------------- |
| Liverpool (El Brillante)        | 2 - 1     | Progreso Unidos (San Salvador) | Liverpool (El Brillante) | 4 de diciembre de 2022 |
| Juventud Unida (General Campos) | 2 - 1     | Don Bosco (Paraná)             | Mario Zubizarreta        | 4 de diciembre de 2022 |

| Fecha 2                        | Fecha 2   | Fecha 2                         | Fecha 2                  | Fecha 2                 |
| Local                          | Resultado | Visita                          | Estadio                  | Fecha                   |
| ------------------------------ | --------- | ------------------------------- | ------------------------ | ----------------------- |
| Progreso Unidos (San Salvador) | 1 - 1     | Juventud Unida (General Campos) | Progreso Unido           | 11 de diciembre de 2022 |
| Liverpool (El Brillante)       | 0 - 1     | Don Bosco (Paraná)              | Liverpool (El Brillante) | 11 de diciembre de 2022 |

| Fecha 3                         | Fecha 3   | Fecha 3                        | Fecha 3           | Fecha 3                 |
| Local                           | Resultado | Visita                         | Estadio           | Fecha                   |
| ------------------------------- | --------- | ------------------------------ | ----------------- | ----------------------- |
| Juventud Unida (General Campos) | 0 - 0     | Liverpool (El Brillante)       | Mario Zubizarreta | 17 de diciembre de 2022 |
| Don Bosco (Paraná)              | 7 - 1     | Progreso Unidos (San Salvador) | Dr. Julio Federik | 17 de diciembre de 2022 |

| Fecha 4                        | Fecha 4   | Fecha 4                         | Fecha 4           | Fecha 4            |
| Local                          | Resultado | Visita                          | Estadio           | Fecha              |
| ------------------------------ | --------- | ------------------------------- | ----------------- | ------------------ |
| Don Bosco (Paraná)             | 3 - 2     | Juventud Unida (General Campos) | Dr. Julio Federik | 7 de enero de 2023 |
| Progreso Unidos (San Salvador) | 1 - 2     | Liverpool (El Brillante)        | Progreso Unido    | 8 de enero de 2023 |

| Fecha 5                         | Fecha 5   | Fecha 5                        | Fecha 5           | Fecha 5             |
| Local                           | Resultado | Visita                         | Estadio           | Fecha               |
| ------------------------------- | --------- | ------------------------------ | ----------------- | ------------------- |
| Juventud Unida (General Campos) | 2 - 2     | Progreso Unidos (San Salvador) | Mario Zubizarreta | 14 de enero de 2023 |
| Don Bosco (Paraná)              | 1 - 1     | Liverpool (El Brillante)       | Dr. Julio Federik | 15 de enero de 2023 |

| Fecha 6                        | Fecha 6   | Fecha 6                         | Fecha 6                  | Fecha 6             |
| Local                          | Resultado | Visita                          | Estadio                  | Fecha               |
| ------------------------------ | --------- | ------------------------------- | ------------------------ | ------------------- |
| Liverpool (El Brillante)       | 3 - 2     | Juventud Unida (General Campos) | Liverpool (El Brillante) | 22 de enero de 2023 |
| Progreso Unidos (San Salvador) | 2 - 2     | Don Bosco (Paraná)              | Progreso Unido           | 22 de enero de 2023 |

|  |

### Grupo 7

#### Tabla de posiciones final
| Pos. | Equipo                             | Pts. | PJ | PG | PE | PP | GF | GC | Dif. |
| ---- | ---------------------------------- | ---- | -- | -- | -- | -- | -- | -- | ---- |
| 1.º  | Defensores del Oeste (Basavilbaso) | 12   | 6  | 4  | 0  | 2  | 6  | 3  | 3    |
| 2.º  | Atl. Basavilbaso                   | 9    | 6  | 3  | 0  | 3  | 6  | 6  | 0    |
| 3.º  | Ramsar Juniors (Basavilbaso)       | 8    | 6  | 2  | 2  | 2  | 7  | 7  | 0    |
| 4.º  | Peñarol (Basavilbaso)              | 5    | 6  | 1  | 2  | 3  | 3  | 6  | −3   |

|  | Clasificados a segunda ronda. |

|  |

#### Resultados
| Fecha 1                            | Fecha 1   | Fecha 1                   | Fecha 1                    | Fecha 1                |
| Local                              | Resultado | Visita                    | Estadio                    | Fecha                  |
| ---------------------------------- | --------- | ------------------------- | -------------------------- | ---------------------- |
| Defensores del Oeste (Basavilbaso) | 2 - 0     | Atl. Basavilbaso          | 12 de Octubre              | 3 de diciembre de 2022 |
| Peñarol (Basavilbaso)              | 1 - 1     | Ramsar Jrs. (Basavilbaso) | Fortaleza del Pueblo Nuevo | 4 de diciembre de 2022 |

| Fecha 2                   | Fecha 2   | Fecha 2                            | Fecha 2                    | Fecha 2                 |
| Local                     | Resultado | Visita                             | Estadio                    | Fecha                   |
| ------------------------- | --------- | ---------------------------------- | -------------------------- | ----------------------- |
| Ramsar Jrs. (Basavilbaso) | 0 - 1     | Defensores del Oeste (Basavilbaso) | Vicente Bustamante         | 11 de diciembre de 2022 |
| Peñarol (Basavilbaso)     | 0 - 1     | Atl. Basavilbaso                   | Fortaleza del Pueblo Nuevo | 11 de diciembre de 2022 |

| Fecha 3                            | Fecha 3   | Fecha 3                   | Fecha 3                  | Fecha 3                 |
| Local                              | Resultado | Visita                    | Estadio                  | Fecha                   |
| ---------------------------------- | --------- | ------------------------- | ------------------------ | ----------------------- |
| Atl. Basavilbaso                   | 1 - 2     | Ramsar Jrs. (Basavilbaso) | Coloso del Barrio Tanque | 17 de diciembre de 2022 |
| Defensores del Oeste (Basavilbaso) | 2 - 0     | Peñarol (Basavilbaso)     | 12 de Octubre            | 17 de diciembre de 2022 |

| Fecha 4                   | Fecha 4   | Fecha 4                            | Fecha 4                  | Fecha 4            |
| Local                     | Resultado | Visita                             | Estadio                  | Fecha              |
| ------------------------- | --------- | ---------------------------------- | ------------------------ | ------------------ |
| Atl. Basavilbaso          | 1 - 0     | Defensores del Oeste (Basavilbaso) | Coloso del Barrio Tanque | 8 de enero de 2023 |
| Ramsar Jrs. (Basavilbaso) | 1 - 0     | Peñarol (Basavilbaso)              | Vicente Bustamante       | 8 de enero de 2023 |

| Fecha 5                            | Fecha 5   | Fecha 5                   | Fecha 5                  | Fecha 5             |
| Local                              | Resultado | Visita                    | Estadio                  | Fecha               |
| ---------------------------------- | --------- | ------------------------- | ------------------------ | ------------------- |
| Defensores del Oeste (Basavilbaso) | 0 - 2     | Ramsar Jrs. (Basavilbaso) | 12 de Octubre            | 15 de enero de 2023 |
| Atl. Basavilbaso                   | 0 - 1     | Peñarol (Basavilbaso)     | Coloso del Barrio Tanque | 15 de enero de 2023 |

| Fecha 6                   | Fecha 6   | Fecha 6                            | Fecha 6                    | Fecha 6             |
| Local                     | Resultado | Visita                             | Estadio                    | Fecha               |
| ------------------------- | --------- | ---------------------------------- | -------------------------- | ------------------- |
| Ramsar Jrs. (Basavilbaso) | 1 - 3     | Atl. Basavilbaso                   | Vicente Bustamante         | 22 de enero de 2023 |
| Peñarol (Basavilbaso)     | 0 - 1     | Defensores del Oeste (Basavilbaso) | Fortaleza del Pueblo Nuevo | 22 de enero de 2023 |

|  |

### Grupo 8

#### Tabla de posiciones final
| Pos. | Equipo                     | Pts. | PJ | PG | PE | PP | GF | GC | Dif. |
| ---- | -------------------------- | ---- | -- | -- | -- | -- | -- | -- | ---- |
| 1.º  | Atl. Colonia Elía          | 11   | 6  | 3  | 2  | 1  | 6  | 4  | 2    |
| 2.º  | Atl. Rosario Tala          | 10   | 6  | 2  | 4  | 0  | 7  | 4  | 3    |
| 3.º  | Rivadavia (CdU)            | 8    | 6  | 2  | 2  | 2  | 10 | 7  | 3    |
| 4.º  | Peñarol (Rosario del Tala) | 2    | 6  | 0  | 2  | 4  | 2  | 10 | −8   |

|  | Clasificados a segunda ronda. |

|  |

#### Resultados
| Fecha 1           | Fecha 1   | Fecha 1                    | Fecha 1           | Fecha 1                |
| Local             | Resultado | Visita                     | Estadio           | Fecha                  |
| ----------------- | --------- | -------------------------- | ----------------- | ---------------------- |
| Atl. Colonia Elía | 0 - 0     | Peñarol (Rosario del Tala) | Atl. Colonia Elía | 4 de diciembre de 2022 |
| Atl. Rosario Tala | 1 - 1     | Rivadavia (CdU)            | Rafael Osinalde   | 4 de diciembre de 2022 |

| Fecha 2           | Fecha 2   | Fecha 2                    | Fecha 2         | Fecha 2                 |
| Local             | Resultado | Visita                     | Estadio         | Fecha                   |
| ----------------- | --------- | -------------------------- | --------------- | ----------------------- |
| Atl. Rosario Tala | 0 - 0     | Peñarol (Rosario del Tala) | Rafael Osinalde | 11 de diciembre de 2022 |
| Rivadavia (CdU)   | 1 - 2     | Atl. Colonia Elía          | Rivadavia (CdU) | 11 de diciembre de 2022 |

| Fecha 3                    | Fecha 3   | Fecha 3           | Fecha 3           | Fecha 3                 |
| Local                      | Resultado | Visita            | Estadio           | Fecha                   |
| -------------------------- | --------- | ----------------- | ----------------- | ----------------------- |
| Peñarol (Rosario del Tala) | 1 - 2     | Rivadavia (CdU)   | 2 de Enero        | 17 de diciembre de 2022 |
| Atl. Colonia Elía          | 0 - 0     | Atl. Rosario Tala | Atl. Colonia Elía | 17 de diciembre de 2022 |

| Fecha 4                    | Fecha 4   | Fecha 4           | Fecha 4         | Fecha 4            |
| Local                      | Resultado | Visita            | Estadio         | Fecha              |
| -------------------------- | --------- | ----------------- | --------------- | ------------------ |
| Peñarol (Rosario del Tala) | 1 - 2     | Atl. Colonia Elía | 2 de Enero      | 8 de enero de 2023 |
| Rivadavia (CdU)            | 2 - 2     | Atl. Rosario Tala | Rivadavia (CdU) | 7 de enero de 2023 |

| Fecha 5                    | Fecha 5   | Fecha 5           | Fecha 5           | Fecha 5             |
| Local                      | Resultado | Visita            | Estadio           | Fecha               |
| -------------------------- | --------- | ----------------- | ----------------- | ------------------- |
| Peñarol (Rosario del Tala) | 0 - 2     | Atl. Rosario Tala | 2 de Enero        | 15 de enero de 2023 |
| Atl. Colonia Elía          | 1 - 0     | Rivadavia (CdU)   | Atl. Colonia Elía | 15 de enero de 2023 |

| Fecha 6           | Fecha 6   | Fecha 6                    | Fecha 6         | Fecha 6             |
| Local             | Resultado | Visita                     | Estadio         | Fecha               |
| ----------------- | --------- | -------------------------- | --------------- | ------------------- |
| Rivadavia (CdU)   | 4 - 0     | Peñarol (Rosario del Tala) | Rivadavia (CdU) | 24 de enero de 2023 |
| Atl. Rosario Tala | 2 - 1     | Atl. Colonia Elía          | Rafael Osinalde | 22 de enero de 2023 |

|  |

### Grupo 9

#### Tabla de posiciones final
| Pos. | Equipo                              | Pts. | PJ | PG | PE | PP | GF | GC | Dif. |
| ---- | ----------------------------------- | ---- | -- | -- | -- | -- | -- | -- | ---- |
| 1.º  | Unión y Recreo (San Justo)          | 11   | 6  | 3  | 2  | 1  | 12 | 7  | 5    |
| 2.º  | Defensores de Martín Fierro (Maciá) | 10   | 6  | 2  | 4  | 0  | 9  | 6  | 3    |
| 3.º  | Centro Deportivo (Mantero)          | 6    | 6  | 1  | 3  | 2  | 12 | 12 | 0    |
| 4.º  | Atl. Maciá                          | 4    | 6  | 1  | 1  | 4  | 8  | 16 | −8   |

|  | Clasificaron a segunda ronda. |

|  |

#### Resultados
| Fecha 1                             | Fecha 1   | Fecha 1             | Fecha 1          | Fecha 1                |
| Local                               | Resultado | Visita              | Estadio          | Fecha                  |
| ----------------------------------- | --------- | ------------------- | ---------------- | ---------------------- |
| Unión y Recreo (San Justo)          | 4 - 1     | Atl. Maciá          | Emeterio Mendoza | 4 de diciembre de 2022 |
| Defensores de Martín Fierro (Maciá) | 1 - 1     | Centro Dep. Mantero | Jeannot Sueyro   | 4 de diciembre de 2022 |

| Fecha 2                    | Fecha 2   | Fecha 2                             | Fecha 2              | Fecha 2                 |
| Local                      | Resultado | Visita                              | Estadio              | Fecha                   |
| -------------------------- | --------- | ----------------------------------- | -------------------- | ----------------------- |
| Unión y Recreo (San Justo) | 0 - 0     | Centro Dep. Mantero                 | Emeterio Mendoza     | 11 de diciembre de 2022 |
| Atl. Maciá                 | 0 - 1     | Defensores de Martín Fierro (Maciá) | Oscar Orlando Rebora | 11 de diciembre de 2022 |

| Fecha 3                             | Fecha 3   | Fecha 3                    | Fecha 3                 | Fecha 3                 |
| Local                               | Resultado | Visita                     | Estadio                 | Fecha                   |
| ----------------------------------- | --------- | -------------------------- | ----------------------- | ----------------------- |
| Centro Dep. Mantero                 | 5 - 3     | Atl. Maciá                 | Polideportivo Municipal | 17 de diciembre de 2022 |
| Defensores de Martín Fierro (Maciá) | 3 - 1     | Unión y Recreo (San Justo) | Jeannot Sueyro          | 17 de diciembre de 2022 |

| Fecha 4             | Fecha 4   | Fecha 4                             | Fecha 4                 | Fecha 4            |
| Local               | Resultado | Visita                              | Estadio                 | Fecha              |
| ------------------- | --------- | ----------------------------------- | ----------------------- | ------------------ |
| Atl. Maciá          | 0 - 3     | Unión y Recreo (San Justo)          | Oscar Orlando Rebora    | 8 de enero de 2023 |
| Centro Dep. Mantero | 2 - 2     | Defensores de Martín Fierro (Maciá) | Polideportivo Municipal | 8 de enero de 2023 |

| Fecha 5                             | Fecha 5   | Fecha 5                    | Fecha 5                 | Fecha 5             |
| Local                               | Resultado | Visita                     | Estadio                 | Fecha               |
| ----------------------------------- | --------- | -------------------------- | ----------------------- | ------------------- |
| Centro Dep. Mantero                 | 2 - 3     | Unión y Recreo (San Justo) | Polideportivo Municipal | 15 de enero de 2023 |
| Defensores de Martín Fierro (Maciá) | 1 - 1     | Atl. Maciá                 | Jeannot Sueyro          | 15 de enero de 2023 |

| Fecha 6                    | Fecha 6   | Fecha 6                             | Fecha 6              | Fecha 6             |
| Local                      | Resultado | Visita                              | Estadio              | Fecha               |
| -------------------------- | --------- | ----------------------------------- | -------------------- | ------------------- |
| Atl. Maciá                 | 3 - 2     | Centro Dep. Mantero                 | Oscar Orlando Rebora | 22 de enero de 2023 |
| Unión y Recreo (San Justo) | 1 - 1     | Defensores de Martín Fierro (Maciá) | Emeterio Mendoza     | 22 de enero de 2023 |

|  |

### Grupo 10

#### Tabla de posiciones final
| Pos. | Equipo                  | Pts. | PJ | PG | PE | PP | GF | GC | Dif. |
| ---- | ----------------------- | ---- | -- | -- | -- | -- | -- | -- | ---- |
| 1.º  | Neuquén Club (Paraná)   | 15   | 6  | 5  | 0  | 1  | 16 | 4  | 12   |
| 2.º  | Atl. Oro Verde          | 9    | 6  | 2  | 3  | 1  | 10 | 4  | 6    |
| 3.º  | Puerto Nuevo (Diamante) | 6    | 6  | 1  | 3  | 2  | 7  | 11 | −4   |
| 4.º  | Dep. Strobel            | 2    | 6  | 0  | 2  | 4  | 5  | 19 | −14  |

|  | Clasifica a segunda ronda. |

|  |

#### Resultados
| Fecha 1                 | Fecha 1   | Fecha 1               | Fecha 1                     | Fecha 1                |
| Local                   | Resultado | Visita                | Estadio                     | Fecha                  |
| ----------------------- | --------- | --------------------- | --------------------------- | ---------------------- |
| Puerto Nuevo (Diamante) | 0 - 1     | Neuquén Club (Paraná) | Puerto Nuevo (Diamante)     | 4 de diciembre de 2022 |
| Atl. Oro Verde          | 2 - 2     | Dep. Strobel          | Gustavo ''Pucará'' Ortellao | 4 de diciembre de 2022 |

| Fecha 2        | Fecha 2   | Fecha 2                 | Fecha 2                     | Fecha 2                 |
| Local          | Resultado | Visita                  | Estadio                     | Fecha                   |
| -------------- | --------- | ----------------------- | --------------------------- | ----------------------- |
| Dep. Strobel   | 1 - 1     | Puerto Nuevo (Diamante) | Ramón Cardozo               | 11 de diciembre de 2022 |
| Atl. Oro Verde | 1 - 0     | Neuquén Club (Paraná)   | Gustavo ''Pucará'' Ortellao | 11 de diciembre de 2022 |

| Fecha 3                 | Fecha 3   | Fecha 3        | Fecha 3                 | Fecha 3                 |
| Local                   | Resultado | Visita         | Estadio                 | Fecha                   |
| ----------------------- | --------- | -------------- | ----------------------- | ----------------------- |
| Neuquén Club (Paraná)   | 5 - 0     | Dep. Strobel   | Luis Renaud             | 17 de diciembre de 2022 |
| Puerto Nuevo (Diamante) | 0 - 0     | Atl. Oro Verde | Puerto Nuevo (Diamante) | 17 de diciembre de 2022 |

| Fecha 4               | Fecha 4   | Fecha 4                 | Fecha 4       | Fecha 4             |
| Local                 | Resultado | Visita                  | Estadio       | Fecha               |
| --------------------- | --------- | ----------------------- | ------------- | ------------------- |
| Neuquén Club (Paraná) | 7 - 2     | Puerto Nuevo (Diamante) | Luis Renaud   | 8 de enero de 2023  |
| Dep. Strobel          | 0 - 6     | Atl. Oro Verde          | Ramón Cardozo | 11 de enero de 2023 |

| Fecha 5                 | Fecha 5   | Fecha 5        | Fecha 5                 | Fecha 5             |
| Local                   | Resultado | Visita         | Estadio                 | Fecha               |
| ----------------------- | --------- | -------------- | ----------------------- | ------------------- |
| Puerto Nuevo (Diamante) | 4 - 2     | Dep. Strobel   | Puerto Nuevo (Diamante) | 15 de enero de 2023 |
| Neuquén Club (Paraná)   | 2 - 1     | Atl. Oro Verde | Luis Renaud             | 15 de enero de 2023 |

| Fecha 6        | Fecha 6   | Fecha 6                 | Fecha 6                     | Fecha 6             |
| Local          | Resultado | Visita                  | Estadio                     | Fecha               |
| -------------- | --------- | ----------------------- | --------------------------- | ------------------- |
| Dep. Strobel   | 0 - 1     | Neuquén Club (Paraná)   | Ramón Cardozo               | 22 de enero de 2023 |
| Atl. Oro Verde | 0 - 0     | Puerto Nuevo (Diamante) | Gustavo ''Pucará'' Ortellao | 22 de enero de 2023 |

|  |

### Grupo 11

#### Tabla de posiciones final
| Pos. | Equipo                | Pts. | PJ | PG | PE | PP | GF | GC | Dif. |
| ---- | --------------------- | ---- | -- | -- | -- | -- | -- | -- | ---- |
| 1.º  | Santa Rosa (San José) | 16   | 6  | 5  | 1  | 0  | 13 | 4  | 9    |
| 2.º  | Deportivo San José    | 13   | 6  | 4  | 1  | 1  | 15 | 5  | 10   |
| 3.º  | Atl. Lucas González   | 4    | 6  | 1  | 1  | 4  | 8  | 18 | −10  |
| 4.º  | Cultural Aranguren    | 1    | 6  | 0  | 1  | 5  | 4  | 13 | −9   |

|  | Clasificado a tercera ronda. |
|  | Clasificado a segunda ronda. |

|  |

#### Resultados
| Fecha 1            | Fecha 1   | Fecha 1               | Fecha 1         | Fecha 1                |
| Local              | Resultado | Visita                | Estadio         | Fecha                  |
| ------------------ | --------- | --------------------- | --------------- | ---------------------- |
| Cultural Aranguren | 1 - 2     | Santa Rosa (San José) | Nelson Heffel   | 4 de diciembre de 2022 |
| Dep. San José      | 3 - 1     | Atl. Lucas González   | 20 de Noviembre | 4 de diciembre de 2022 |

| Fecha 2               | Fecha 2   | Fecha 2             | Fecha 2               | Fecha 2                 |
| Local                 | Resultado | Visita              | Estadio               | Fecha                   |
| --------------------- | --------- | ------------------- | --------------------- | ----------------------- |
| Cultural Aranguren    | 1 - 2     | Atl. Lucas González | Nelson Heffel         | 11 de diciembre de 2022 |
| Santa Rosa (San José) | 3 - 1     | Dep. San José       | Santa Rosa (San José) | 11 de diciembre de 2022 |

| Fecha 3             | Fecha 3   | Fecha 3               | Fecha 3             | Fecha 3                 |
| Local               | Resultado | Visita                | Estadio             | Fecha                   |
| ------------------- | --------- | --------------------- | ------------------- | ----------------------- |
| Atl. Lucas González | 1 - 3     | Santa Rosa (San José) | Atl. Lucas González | 17 de diciembre de 2022 |
| Dep. San José       | 5 - 0     | Cultural Aranguren    | 20 de Noviembre     | 17 de diciembre de 2022 |

| Fecha 4               | Fecha 4   | Fecha 4            | Fecha 4               | Fecha 4            |
| Local                 | Resultado | Visita             | Estadio               | Fecha              |
| --------------------- | --------- | ------------------ | --------------------- | ------------------ |
| Santa Rosa (San José) | 1 - 0     | Cultural Aranguren | Santa Rosa (San José) | 8 de enero de 2023 |
| Atl. Lucas González   | 1 - 5     | Dep. San José      | Atl. Lucas González   | 8 de enero de 2023 |

| Fecha 5             | Fecha 5   | Fecha 5               | Fecha 5             | Fecha 5             |
| Local               | Resultado | Visita                | Estadio             | Fecha               |
| ------------------- | --------- | --------------------- | ------------------- | ------------------- |
| Atl. Lucas González | 2 - 2     | Cultural Aranguren    | Atl. Lucas González | 14 de enero de 2023 |
| Dep. San José       | 0 - 0     | Santa Rosa (San José) | 20 de Noviembre     | 13 de enero de 2023 |

| Fecha 6               | Fecha 6   | Fecha 6             | Fecha 6               | Fecha 6             |
| Local                 | Resultado | Visita              | Estadio               | Fecha               |
| --------------------- | --------- | ------------------- | --------------------- | ------------------- |
| Santa Rosa (San José) | 4 - 1     | Atl. Lucas González | Santa Rosa (San José) | 22 de enero de 2023 |
| Cultural Aranguren    | 0 - 1     | Dep. San José       | Nelson Heffel         | 20 de enero de 2023 |

|  |

### Grupo 12

#### Tabla de posiciones final
| Pos. | Equipo                            | Pts. | PJ | PG | PE | PP | GF | GC | Dif. |
| ---- | --------------------------------- | ---- | -- | -- | -- | -- | -- | -- | ---- |
| 1.º  | Sauce (Colón)                     | 10   | 6  | 2  | 4  | 0  | 7  | 5  | 2    |
| 2.º  | Unión de Villa Jardín (Concordia) | 10   | 6  | 3  | 1  | 2  | 7  | 7  | 0    |
| 3.º  | La Bianca (Concordia)             | 9    | 6  | 2  | 3  | 1  | 9  | 5  | 4    |
| 4.º  | Defensores de Colón               | 2    | 6  | 0  | 2  | 4  | 5  | 11 | −6   |

|  | Clasificados a segunda ronda. |

#### Resultados
| Fecha 1               | Fecha 1   | Fecha 1                           | Fecha 1               | Fecha 1                |
| Local                 | Resultado | Visita                            | Estadio               | Fecha                  |
| --------------------- | --------- | --------------------------------- | --------------------- | ---------------------- |
| La Bianca (Concordia) | 1 - 1     | Defensores de Colón               | La Bianca (Concordia) | 4 de diciembre de 2022 |
| Sauce (Colón)         | 1 - 0     | Unión de Villa Jardín (Concordia) | Prudencio Toledo      | 4 de diciembre de 2022 |

| Fecha 2               | Fecha 2   | Fecha 2                           | Fecha 2                   | Fecha 2                 |
| Local                 | Resultado | Visita                            | Estadio                   | Fecha                   |
| --------------------- | --------- | --------------------------------- | ------------------------- | ----------------------- |
| Defensores de Colón   | 1 - 2     | Sauce (Colón)                     | Pedro ''Perico'' Espinoza | 11 de diciembre de 2022 |
| La Bianca (Concordia) | 4 - 0     | Unión de Villa Jardín (Concordia) | La Bianca (Concordia)     | 11 de diciembre de 2022 |

| Fecha 3                           | Fecha 3   | Fecha 3               | Fecha 3                 | Fecha 3                 |
| Local                             | Resultado | Visita                | Estadio                 | Fecha                   |
| --------------------------------- | --------- | --------------------- | ----------------------- | ----------------------- |
| Unión de Villa Jardín (Concordia) | 2 - 0     | Defensores de Colón   | Profesor Mariano Amable | 17 de diciembre de 2022 |
| Sauce (Colón)                     | 1 - 1     | La Bianca (Concordia) | Prudencio Toledo        | 17 de diciembre de 2022 |

| Fecha 4                           | Fecha 4   | Fecha 4               | Fecha 4                   | Fecha 4            |
| Local                             | Resultado | Visita                | Estadio                   | Fecha              |
| --------------------------------- | --------- | --------------------- | ------------------------- | ------------------ |
| Defensores de Colón               | 1 - 2     | La Bianca (Concordia) | Pedro ''Perico'' Espinoza | 8 de enero de 2023 |
| Unión de Villa Jardín (Concordia) | 1 - 1     | Sauce (Colón)         | Profesor Mariano Amable   | 8 de enero de 2023 |

| Fecha 5                           | Fecha 5   | Fecha 5               | Fecha 5                 | Fecha 5             |
| Local                             | Resultado | Visita                | Estadio                 | Fecha               |
| --------------------------------- | --------- | --------------------- | ----------------------- | ------------------- |
| Sauce (Colón)                     | 1 - 1     | Defensores de Colón   | Prudencio Toledo        | 17 de enero de 2023 |
| Unión de Villa Jardín (Concordia) | 1 - 0     | La Bianca (Concordia) | Profesor Mariano Amable | 14 de enero de 2023 |

| Fecha 6               | Fecha 6   | Fecha 6                           | Fecha 6                   | Fecha 6             |
| Local                 | Resultado | Visita                            | Estadio                   | Fecha               |
| --------------------- | --------- | --------------------------------- | ------------------------- | ------------------- |
| Defensores de Colón   | 1 - 3     | Unión de Villa Jardín (Concordia) | Pedro ''Perico'' Espinoza | 22 de enero de 2023 |
| La Bianca (Concordia) | 1 - 1     | Sauce (Colón)                     | La Bianca (Concordia)     | 22 de enero de 2023 |

|  |

### Grupo 13

#### Tabla de posiciones final
| Pos. | Equipo                  | Pts. | PJ | PG | PE | PP | GF | GC | Dif. |
| ---- | ----------------------- | ---- | -- | -- | -- | -- | -- | -- | ---- |
| 1.º  | 1.º de Mayo (Chajarí)   | 14   | 6  | 4  | 2  | 0  | 15 | 5  | 10   |
| 2.º  | Ferrocarril (Chajarí)   | 9    | 6  | 2  | 3  | 1  | 10 | 9  | 1    |
| 3.º  | Wanderer's (Concordia)  | 5    | 6  | 1  | 2  | 3  | 8  | 11 | −3   |
| 4.º  | Ferrocarril (Concordia) | 3    | 6  | 0  | 3  | 3  | 7  | 15 | −8   |

|  | Clasificados a segunda ronda. |

|  |

#### Resultados
| Fecha 1                | Fecha 1   | Fecha 1                 | Fecha 1                | Fecha 1                |
| Local                  | Resultado | Visita                  | Estadio                | Fecha                  |
| ---------------------- | --------- | ----------------------- | ---------------------- | ---------------------- |
| Wanderer's (Concordia) | 0 - 2     | 1° de Mayo (Chajarí)    | Wanderer's (Concordia) | 4 de diciembre de 2022 |
| Ferrocarril (Chajarí)  | 3 - 1     | Ferrocarril (Concordia) | Ferrocarril (Chajarí)  | 4 de diciembre de 2022 |

| Fecha 2                | Fecha 2   | Fecha 2                 | Fecha 2                | Fecha 2                 |
| Local                  | Resultado | Visita                  | Estadio                | Fecha                   |
| ---------------------- | --------- | ----------------------- | ---------------------- | ----------------------- |
| Wanderer's (Concordia) | 2 - 1     | Ferrocarril (Concordia) | Wanderer's (Concordia) | 10 de diciembre de 2022 |
| 1.º de Mayo (Chajarí)  | 1 - 1     | Ferrocarril (Chajarí)   | Virgen de Lourdes      | 13 de diciembre de 2022 |

| Fecha 3                 | Fecha 3   | Fecha 3                | Fecha 3               | Fecha 3                 |
| Local                   | Resultado | Visita                 | Estadio               | Fecha                   |
| ----------------------- | --------- | ---------------------- | --------------------- | ----------------------- |
| Ferrocarril (Concordia) | 1 - 1     | 1.º de Mayo (Chajarí)  | Juan Carlos Chagas    | 17 de diciembre de 2022 |
| Ferrocarril (Chajarí)   | 0 - 0     | Wanderer's (Concordia) | Ferrocarril (Chajarí) | 17 de diciembre de 2022 |

| Fecha 4                 | Fecha 4   | Fecha 4                | Fecha 4            | Fecha 4            |
| Local                   | Resultado | Visita                 | Estadio            | Fecha              |
| ----------------------- | --------- | ---------------------- | ------------------ | ------------------ |
| 1° de Mayo (Chajarí)    | 2 - 1     | Wanderer's (Concordia) | Virgen de Lourdes  | 7 de enero de 2023 |
| Ferrocarril (Concordia) | 1 - 2     | Ferrocarril (Chajarí)  | Juan Carlos Chagas | 8 de enero de 2023 |

| Fecha 5                 | Fecha 5   | Fecha 5                | Fecha 5               | Fecha 5             |
| Local                   | Resultado | Visita                 | Estadio               | Fecha               |
| ----------------------- | --------- | ---------------------- | --------------------- | ------------------- |
| Ferrocarril (Concordia) | 3 - 3     | Wanderer's (Concordia) | Juan Carlos Chagas    | 15 de enero de 2023 |
| Ferrocarril (Chajarí)   | 2 - 4     | 1.º de Mayo (Chajarí)  | Ferrocarril (Chajarí) | 14 de enero de 2023 |

| Fecha 6                | Fecha 6   | Fecha 6                 | Fecha 6                | Fecha 6             |
| Local                  | Resultado | Visita                  | Estadio                | Fecha               |
| ---------------------- | --------- | ----------------------- | ---------------------- | ------------------- |
| 1.º de Mayo (Chajarí)  | 5 - 0     | Ferrocarril (Concordia) | Virgen de Lourdes      | 22 de enero de 2023 |
| Wanderer's (Concordia) | 2 - 3     | Ferrocarril (Chajarí)   | Wanderer's (Concordia) | 22 de enero de 2023 |

|  |

### Grupo 14

#### Tabla de posiciones final
| Pos. | Equipo                       | Pts. | PJ | PG | PE | PP | GF | GC | Dif. |
| ---- | ---------------------------- | ---- | -- | -- | -- | -- | -- | -- | ---- |
| 1.º  | Deportivo La Florida         | 18   | 6  | 6  | 0  | 0  | 14 | 3  | 11   |
| 2.º  | Real Concordia               | 12   | 6  | 4  | 0  | 2  | 13 | 7  | 6    |
| 3.º  | Itatí (Federal)              | 4    | 6  | 1  | 1  | 4  | 6  | 15 | −9   |
| 4.º  | Defensores del Sur (Federal) | 1    | 6  | 0  | 1  | 5  | 4  | 12 | −8   |

|  | Clasificado a tercera ronda. |
|  | Clasificado a segunda ronda. |

|  |

#### Resultados
| Fecha 1         | Fecha 1   | Fecha 1                      | Fecha 1                 | Fecha 1                |
| Local           | Resultado | Visita                       | Estadio                 | Fecha                  |
| --------------- | --------- | ---------------------------- | ----------------------- | ---------------------- |
| Dep. La Florida | 2 - 0     | Defensores del Sur (Federal) | Nuestra Señora de Itatí | 4 de diciembre de 2022 |
| Itatí (Federal) | 0 - 3     | Real Concordia               | Oscar ''Oso'' Cis       | 4 de diciembre de 2022 |

| Fecha 2         | Fecha 2   | Fecha 2                      | Fecha 2                                | Fecha 2                 |
| Local           | Resultado | Visita                       | Estadio                                | Fecha                   |
| --------------- | --------- | ---------------------------- | -------------------------------------- | ----------------------- |
| Itatí (Federal) | 1 - 1     | Defensores del Sur (Federal) | Oscar ''Oso'' Cis                      | 11 de diciembre de 2022 |
| Real Concordia  | 0 - 1     | Dep. La Florida              | Club Social y Cultural Villa Zorraquin | 11 de diciembre de 2022 |

| Fecha 3                      | Fecha 3   | Fecha 3         | Fecha 3                      | Fecha 3                 |
| Local                        | Resultado | Visita          | Estadio                      | Fecha                   |
| ---------------------------- | --------- | --------------- | ---------------------------- | ----------------------- |
| Dep. La Florida              | 1 - 0     | Itatí (Federal) | Nuestra Señora de Itatí      | 16 de diciembre de 2022 |
| Defensores del Sur (Federal) | 1 - 2     | Real Concordia  | Defensores del Sur (Federal) | 17 de diciembre de 2022 |

| Fecha 4                      | Fecha 4   | Fecha 4         | Fecha 4                                | Fecha 4            |
| Local                        | Resultado | Visita          | Estadio                                | Fecha              |
| ---------------------------- | --------- | --------------- | -------------------------------------- | ------------------ |
| Defensores del Sur (Federal) | 0 - 1     | Dep. La Florida | Defensores del Sur (Federal)           | 8 de enero de 2023 |
| Real Concordia               | 3 - 1     | Itatí (Federal) | Club Social y Cultural Villa Zorraquin | 8 de enero de 2023 |

| Fecha 5                      | Fecha 5   | Fecha 5         | Fecha 5                      | Fecha 5             |
| Local                        | Resultado | Visita          | Estadio                      | Fecha               |
| ---------------------------- | --------- | --------------- | ---------------------------- | ------------------- |
| Defensores del Sur (Federal) | 1 - 2     | Itatí (Federal) | Defensores del Sur (Federal) | 13 de enero de 2023 |
| Dep. La Florida              | 3 - 1     | Real Concordia  | Nuestra Señora de Itatí      | 15 de enero de 2023 |

| Fecha 6         | Fecha 6   | Fecha 6                      | Fecha 6                                | Fecha 6             |
| Local           | Resultado | Visita                       | Estadio                                | Fecha               |
| --------------- | --------- | ---------------------------- | -------------------------------------- | ------------------- |
| Itatí (Federal) | 2 - 6     | Dep. La Florida              | Oscar ''Oso'' Cis                      | 22 de enero de 2023 |
| Real Concordia  | 4 - 1     | Defensores del Sur (Federal) | Club Social y Cultural Villa Zorraquin | 22 de enero de 2023 |

|  |

### Grupo 15

#### Tabla de posiciones final
| Pos. | Equipo                    | Pts. | PJ | PG | PE | PP | GF | GC | Dif. |
| ---- | ------------------------- | ---- | -- | -- | -- | -- | -- | -- | ---- |
| 1.º  | Camba Cua (Santa Elena)   | 11   | 6  | 3  | 2  | 1  | 10 | 7  | 3    |
| 2.º  | Barrio Congo (La Paz)     | 9    | 6  | 2  | 3  | 1  | 6  | 4  | 2    |
| 3.º  | Santa Marta (Santa Elena) | 9    | 6  | 2  | 3  | 1  | 12 | 4  | 8    |
| 4.º  | 25 de Mayo (La Paz)       | 2    | 6  | 0  | 2  | 4  | 5  | 18 | −13  |

|  | Clasificado a segunda ronda. |

|  |

#### Resultados
| Fecha 1                 | Fecha 1   | Fecha 1                   | Fecha 1                            | Fecha 1                |
| Local                   | Resultado | Visita                    | Estadio                            | Fecha                  |
| ----------------------- | --------- | ------------------------- | ---------------------------------- | ---------------------- |
| Camba Cua (Santa Elena) | 4 - 2     | 25 de Mayo (La Paz)       | Camba Cua (Santa Elena)            | 4 de diciembre de 2022 |
| Barrio Congo (La Paz)   | 2 - 0     | Santa Marta (Santa Elena) | Club Sportivo Comercio e Industria | 4 de diciembre de 2022 |

| Fecha 2                   | Fecha 2   | Fecha 2                 | Fecha 2                                     | Fecha 2                 |
| Local                     | Resultado | Visita                  | Estadio                                     | Fecha                   |
| ------------------------- | --------- | ----------------------- | ------------------------------------------- | ----------------------- |
| Barrio Congo (La Paz)     | 0 - 0     | 25 de Mayo (La Paz)     | Club Sportivo Comercio e Industria          | 11 de diciembre de 2022 |
| Santa Marta (Santa Elena) | 1 - 1     | Camba Cua (Santa Elena) | Polideportivo de Santa Elena, ''El Aguará'' | 11 de diciembre de 2022 |

| Fecha 3                 | Fecha 3   | Fecha 3                   | Fecha 3                            | Fecha 3                 |
| Local                   | Resultado | Visita                    | Estadio                            | Fecha                   |
| ----------------------- | --------- | ------------------------- | ---------------------------------- | ----------------------- |
| 25 de Mayo (La Paz)     | 0 - 2     | Santa Marta (Santa Elena) | Club Sportivo Comercio e Industria | 17 de diciembre de 2022 |
| Camba Cua (Santa Elena) | 2 - 1     | Barrio Congo (La Paz)     | Camba Cua (Santa Elena)            | 18 de diciembre de 2022 |

| Fecha 4                   | Fecha 4   | Fecha 4                 | Fecha 4                                     | Fecha 4            |
| Local                     | Resultado | Visita                  | Estadio                                     | Fecha              |
| ------------------------- | --------- | ----------------------- | ------------------------------------------- | ------------------ |
| 25 de Mayo (La Paz)       | 1 - 1     | Camba Cua (Santa Elena) | Club Sportivo Comercio e Industria          | 8 de enero de 2023 |
| Santa Marta (Santa Elena) | 2 - 3     | Barrio Congo (La Paz)   | Polideportivo de Santa Elena, ''El Aguará'' | 8 de enero de 2023 |

| Fecha 5                 | Fecha 5   | Fecha 5                   | Fecha 5                            | Fecha 5             |
| Local                   | Resultado | Visita                    | Estadio                            | Fecha               |
| ----------------------- | --------- | ------------------------- | ---------------------------------- | ------------------- |
| 25 de Mayo (La Paz)     | 1 - 1     | Barrio Congo (La Paz)     | Club Sportivo Comercio e Industria | 15 de enero de 2023 |
| Camba Cua (Santa Elena) | 0 - 0     | Santa Marta (Santa Elena) | Camba Cua (Santa Elena)            | 15 de enero de 2023 |

| Fecha 6                   | Fecha 6   | Fecha 6                 | Fecha 6                                     | Fecha 6             |
| Local                     | Resultado | Visita                  | Estadio                                     | Fecha               |
| ------------------------- | --------- | ----------------------- | ------------------------------------------- | ------------------- |
| Santa Marta (Santa Elena) | 8 - 0     | 25 de Mayo (La Paz)     | Polideportivo de Santa Elena, ''El Aguará'' | 22 de enero de 2023 |
| Barrio Congo (La Paz)     | 1 - 0     | Camba Cua (Santa Elena) | Club Sportivo Comercio e Industria          | 22 de enero de 2023 |

|  |

### Tabla general de terceros

#### Tabla de posiciones final
| Pos. | Equipo                                        | Pts. | PJ | PG | PE | PP | GF | GC | Dif. |
| ---- | --------------------------------------------- | ---- | -- | -- | -- | -- | -- | -- | ---- |
| 1.º  | Atl. Valle María                              | 12   | 6  | 4  | 0  | 2  | 9  | 5  | 4    |
| 2.º  | Santa Marta (Santa Elena)                     | 9    | 6  | 2  | 3  | 1  | 12 | 4  | 8    |
| 3.º  | La Bianca (Concordia)                         | 9    | 6  | 2  | 3  | 1  | 9  | 5  | 4    |
| 4.º  | Rivadavia (CdU)                               | 8    | 6  | 2  | 2  | 2  | 10 | 7  | 3    |
| 5.º  | Ramsar Juniors (Basavilbaso)                  | 8    | 6  | 2  | 2  | 2  | 7  | 7  | 0    |
| 6.º  | Malvinas Argentinas (La Paz)                  | 8    | 6  | 2  | 2  | 2  | 7  | 8  | −1   |
| 7.º  | Juventud Unida (Gualeguaychú)                 | 7    | 6  | 2  | 1  | 3  | 6  | 5  | 1    |
| 8.º  | Ferrocarril San Lorenzo (Gobernador Mansilla) | 7    | 6  | 2  | 1  | 3  | 4  | 7  | −3   |
| 9.º  | Centro Deportivo (Mantero)                    | 6    | 6  | 1  | 3  | 2  | 12 | 12 | 0    |
| 10.º | Juventud Unida (General Campos)               | 6    | 6  | 1  | 3  | 2  | 9  | 10 | −1   |
| 11.º | Puerto Nuevo (Diamante)                       | 6    | 6  | 1  | 3  | 2  | 7  | 11 | −4   |
| 12.º | Urquiza (Gualeguay)                           | 6    | 6  | 1  | 3  | 2  | 7  | 12 | −5   |
| 13.º | Wanderer's (Concordia)                        | 5    | 6  | 1  | 2  | 3  | 8  | 11 | −3   |
| 14.º | Itatí (Federal)                               | 4    | 6  | 1  | 1  | 4  | 6  | 15 | −9   |
| 15.º | Atl. Lucas González                           | 4    | 6  | 1  | 1  | 4  | 8  | 18 | −10  |

|  | Clasificaron a segunda ronda. |

## Cuadro de desarrollo
|  | Tercera Fase                | Tercera Fase                | Tercera Fase                | Tercera Fase                |   |                            | Octavos de final         | Octavos de final         | Octavos de final         | Octavos de final         |  |                      | Cuartos de final          | Cuartos de final          | Cuartos de final          | Cuartos de final          |  |                 | Semifinales             | Semifinales             | Semifinales             | Semifinales             |  |                | Final               | Final               |  |
|  | 18 al 26 de febrero de 2023 | 18 al 26 de febrero de 2023 | 18 al 26 de febrero de 2023 | 18 al 26 de febrero de 2023 |   |                            | 4 al 12 de marzo de 2023 | 4 al 12 de marzo de 2023 | 4 al 12 de marzo de 2023 | 4 al 12 de marzo de 2023 |  |                      | 18 al 26 de marzo de 2023 | 18 al 26 de marzo de 2023 | 18 al 26 de marzo de 2023 | 18 al 26 de marzo de 2023 |  |                 | 2 al 9 de abril de 2023 | 2 al 9 de abril de 2023 | 2 al 9 de abril de 2023 | 2 al 9 de abril de 2023 |  |                | 10 de junio de 2023 | 10 de junio de 2023 |  |
|  |                             |                             |                             |                             |   |                            |                          |                          |                          |                          |  |                      |                           |                           |                           |                           |  |                 |                         |                         |                         |                         |  |                |                     |                     |  |
|  |                             |                             |                             |                             |   |                            |                          |                          |                          |                          |  |                      |                           |                           |                           |                           |  |                 |                         |                         |                         |                         |  |                |                     |                     |  |
|  | Dep. La Florida             | 5                           | 2                           | 7                           |   |                            |                          |                          |                          |                          |  |                      |                           |                           |                           |                           |  |                 |                         |                         |                         |                         |  |                |                     |                     |  |
|  | Dep. La Florida             | 5                           | 2                           | 7                           |   |                            |                          |                          |                          |                          |  |                      |                           |                           |                           |                           |  |                 |                         |                         |                         |                         |  |                |                     |                     |  |
|  | Rivadavia (CdU)             | 0                           | 1                           | 1                           |   |                            |                          |                          |                          |                          |  |                      |                           |                           |                           |                           |  |                 |                         |                         |                         |                         |  |                |                     |                     |  |
|  | Rivadavia (CdU)             | 0                           | 1                           | 1                           |   | Dep. La Florida            | 1                        | 2                        | 3                        |                          |  |                      |                           |                           |                           |                           |  |                 |                         |                         |                         |                         |  |                |                     |                     |  |
|  |                             |                             |                             |                             |   | Dep. La Florida            | 1                        | 2                        | 3                        |                          |  |                      |                           |                           |                           |                           |  |                 |                         |                         |                         |                         |  |                |                     |                     |  |
|  |                             |                             | 1.º de Mayo (Chajarí)       | 1                           | 0 | 1                          |                          |                          |                          |                          |  |                      |                           |                           |                           |                           |  |                 |                         |                         |                         |                         |  |                |                     |                     |  |
|  | Viale FBC                   | 1                           | 1.º de Mayo (Chajarí)       | 1                           | 0 | 1                          | 1                        | 2                        |                          |                          |  |                      |                           |                           |                           |                           |  |                 |                         |                         |                         |                         |  |                |                     |                     |  |
|  | Viale FBC                   | 1                           |                             |                             |   |                            |                          |                          |                          |                          |  |                      |                           |                           |                           |                           |  |                 |                         |                         |                         |                         |  |                |                     |                     |  |
|  | 1.º de Mayo (Chajarí)       | 2                           | 2                           | 4                           |   |                            |                          |                          |                          |                          |  |                      |                           |                           |                           |                           |  |                 |                         |                         |                         |                         |  |                |                     |                     |  |
|  | 1.º de Mayo (Chajarí)       | 2                           | 2                           | 4                           |   |                            |                          |                          |                          |                          |  | Dep. La Florida      | 2                         | 1                         | 3                         |                           |  |                 |                         |                         |                         |                         |  |                |                     |                     |  |
|  |                             |                             |                             |                             |   |                            |                          |                          |                          |                          |  | Dep. La Florida      | 2                         | 1                         | 3                         |                           |  |                 |                         |                         |                         |                         |  |                |                     |                     |  |
|  |                             |                             | Juventud (Urdinarrain)      | 1                           | 1 | 2                          |                          |                          |                          |                          |  |                      |                           |                           |                           |                           |  |                 |                         |                         |                         |                         |  |                |                     |                     |  |
|  | 9 de Julio (Concordia)      | 0                           | Juventud (Urdinarrain)      | 1                           | 1 | 2                          | 1                        | 1                        |                          |                          |  |                      |                           |                           |                           |                           |  |                 |                         |                         |                         |                         |  |                |                     |                     |  |
|  | 9 de Julio (Concordia)      | 0                           |                             |                             |   |                            |                          |                          |                          |                          |  |                      |                           |                           |                           |                           |  |                 |                         |                         |                         |                         |  |                |                     |                     |  |
|  | Bancario (Gualeguay)        | 4                           | 5                           | 9                           |   |                            |                          |                          |                          |                          |  |                      |                           |                           |                           |                           |  |                 |                         |                         |                         |                         |  |                |                     |                     |  |
|  | Bancario (Gualeguay)        | 4                           | 5                           | 9                           |   | Bancario (Gualeguay)       | 1                        | 0                        | 1                        |                          |  |                      |                           |                           |                           |                           |  |                 |                         |                         |                         |                         |  |                |                     |                     |  |
|  |                             |                             |                             |                             |   | Bancario (Gualeguay)       | 1                        | 0                        | 1                        |                          |  |                      |                           |                           |                           |                           |  |                 |                         |                         |                         |                         |  |                |                     |                     |  |
|  |                             |                             | Juventud (Urdinarrain)      | 2                           | 2 | 4                          |                          |                          |                          |                          |  |                      |                           |                           |                           |                           |  |                 |                         |                         |                         |                         |  |                |                     |                     |  |
|  | Malvinas (Federal)          | 1                           | Juventud (Urdinarrain)      | 2                           | 2 | 4                          | 0                        | 1                        |                          |                          |  |                      |                           |                           |                           |                           |  |                 |                         |                         |                         |                         |  |                |                     |                     |  |
|  | Malvinas (Federal)          | 1                           |                             |                             |   |                            |                          |                          |                          |                          |  |                      |                           |                           |                           |                           |  |                 |                         |                         |                         |                         |  |                |                     |                     |  |
|  | Juventud (Urdinarrain)      | 1                           | 1                           | 2                           |   |                            |                          |                          |                          |                          |  |                      |                           |                           |                           |                           |  |                 |                         |                         |                         |                         |  |                |                     |                     |  |
|  | Juventud (Urdinarrain)      | 1                           | 1                           | 2                           |   |                            |                          |                          |                          |                          |  |                      |                           |                           |                           |                           |  | Dep. La Florida | 0                       | 3                       | 3                       |                         |  |                |                     |                     |  |
|  |                             |                             |                             |                             |   |                            |                          |                          |                          |                          |  |                      |                           |                           |                           |                           |  | Dep. La Florida | 0                       | 3                       | 3                       |                         |  |                |                     |                     |  |
|  |                             |                             | Gimnasia (CdU)              | 2                           | 3 | 5                          |                          |                          |                          |                          |  |                      |                           |                           |                           |                           |  |                 |                         |                         |                         |                         |  |                |                     |                     |  |
|  | Arsenal (Viale)             | 2                           | Gimnasia (CdU)              | 2                           | 3 | 5                          | 1                        | 3                        |                          |                          |  |                      |                           |                           |                           |                           |  |                 |                         |                         |                         |                         |  |                |                     |                     |  |
|  | Arsenal (Viale)             | 2                           |                             |                             |   |                            |                          |                          |                          |                          |  |                      |                           |                           |                           |                           |  |                 |                         |                         |                         |                         |  |                |                     |                     |  |
|  | María Auxiliadora (CdU)     | 1                           | 0                           | 1                           |   |                            |                          |                          |                          |                          |  |                      |                           |                           |                           |                           |  |                 |                         |                         |                         |                         |  |                |                     |                     |  |
|  | María Auxiliadora (CdU)     | 1                           | 0                           | 1                           |   | Arsenal (Viale)            | 0                        | 1                        | 1                        |                          |  |                      |                           |                           |                           |                           |  |                 |                         |                         |                         |                         |  |                |                     |                     |  |
|  |                             |                             |                             |                             |   | Arsenal (Viale)            | 0                        | 1                        | 1                        |                          |  |                      |                           |                           |                           |                           |  |                 |                         |                         |                         |                         |  |                |                     |                     |  |
|  |                             |                             | Gimnasia (CdU)              | 1                           | 1 | 2                          |                          |                          |                          |                          |  |                      |                           |                           |                           |                           |  |                 |                         |                         |                         |                         |  |                |                     |                     |  |
|  | Gimnasia (CdU) (w/o.)       | -                           | Gimnasia (CdU)              | 1                           | 1 | 2                          | -                        | -                        |                          |                          |  |                      |                           |                           |                           |                           |  |                 |                         |                         |                         |                         |  |                |                     |                     |  |
|  | Gimnasia (CdU) (w/o.)       | -                           |                             |                             |   |                            |                          |                          |                          |                          |  |                      |                           |                           |                           |                           |  |                 |                         |                         |                         |                         |  |                |                     |                     |  |
|  | -                           | -                           | -                           | -                           |   |                            |                          |                          |                          |                          |  |                      |                           |                           |                           |                           |  |                 |                         |                         |                         |                         |  |                |                     |                     |  |
|  | -                           | -                           | -                           | -                           |   |                            |                          |                          |                          |                          |  | Gimnasia (CdU)       | 2                         | 0                         | 2                         |                           |  |                 |                         |                         |                         |                         |  |                |                     |                     |  |
|  |                             |                             |                             |                             |   |                            |                          |                          |                          |                          |  | Gimnasia (CdU)       | 2                         | 0                         | 2                         |                           |  |                 |                         |                         |                         |                         |  |                |                     |                     |  |
|  |                             |                             | Libertad (Concordia)        | 0                           | 0 | 0                          |                          |                          |                          |                          |  |                      |                           |                           |                           |                           |  |                 |                         |                         |                         |                         |  |                |                     |                     |  |
|  | Patronato                   | 4                           | Libertad (Concordia)        | 0                           | 0 | 0                          | 4                        | 8                        |                          |                          |  |                      |                           |                           |                           |                           |  |                 |                         |                         |                         |                         |  |                |                     |                     |  |
|  | Patronato                   | 4                           |                             |                             |   |                            |                          |                          |                          |                          |  |                      |                           |                           |                           |                           |  |                 |                         |                         |                         |                         |  |                |                     |                     |  |
|  | Atl. Basavilbaso            | 0                           | 0                           | 0                           |   |                            |                          |                          |                          |                          |  |                      |                           |                           |                           |                           |  |                 |                         |                         |                         |                         |  |                |                     |                     |  |
|  | Atl. Basavilbaso            | 0                           | 0                           | 0                           |   | Patronato                  | 0                        | 0                        | 0                        |                          |  |                      |                           |                           |                           |                           |  |                 |                         |                         |                         |                         |  |                |                     |                     |  |
|  |                             |                             |                             |                             |   | Patronato                  | 0                        | 0                        | 0                        |                          |  |                      |                           |                           |                           |                           |  |                 |                         |                         |                         |                         |  |                |                     |                     |  |
|  |                             |                             | Libertad (Concordia)        | 0                           | 1 | 1                          |                          |                          |                          |                          |  |                      |                           |                           |                           |                           |  |                 |                         |                         |                         |                         |  |                |                     |                     |  |
|  | Libertad (Concordia)        | 2                           | Libertad (Concordia)        | 0                           | 1 | 1                          | 2                        | 4                        |                          |                          |  |                      |                           |                           |                           |                           |  |                 |                         |                         |                         |                         |  |                |                     |                     |  |
|  | Libertad (Concordia)        | 2                           |                             |                             |   |                            |                          |                          |                          |                          |  |                      |                           |                           |                           |                           |  |                 |                         |                         |                         |                         |  |                |                     |                     |  |
|  | Barrio Norte (Gualeguay)    | 1                           | 1                           | 2                           |   |                            |                          |                          |                          |                          |  |                      |                           |                           |                           |                           |  |                 |                         |                         |                         |                         |  |                |                     |                     |  |
|  | Barrio Norte (Gualeguay)    | 1                           | 1                           | 2                           |   |                            |                          |                          |                          |                          |  |                      |                           |                           |                           |                           |  |                 |                         |                         |                         |                         |  | Gimnasia (CdU) | 3                   |                     |  |
|  |                             |                             |                             |                             |   |                            |                          |                          |                          |                          |  |                      |                           |                           |                           |                           |  |                 |                         |                         |                         |                         |  | Gimnasia (CdU) | 3                   |                     |  |
|  |                             |                             | Dep. San José               | 2                           |   |                            |                          |                          |                          |                          |  |                      |                           |                           |                           |                           |  |                 |                         |                         |                         |                         |  |                |                     |                     |  |
|  | Central Larroque            | 0                           | Dep. San José               | 2                           | 2 | 2                          |                          |                          |                          |                          |  |                      |                           |                           |                           |                           |  |                 |                         |                         |                         |                         |  |                |                     |                     |  |
|  | Central Larroque            | 0                           |                             |                             |   |                            |                          |                          |                          |                          |  |                      |                           |                           |                           |                           |  |                 |                         |                         |                         |                         |  |                |                     |                     |  |
|  | Don Bosco (Paraná)          | 0                           | 4                           | 4                           |   |                            |                          |                          |                          |                          |  |                      |                           |                           |                           |                           |  |                 |                         |                         |                         |                         |  |                |                     |                     |  |
|  | Don Bosco (Paraná)          | 0                           | 4                           | 4                           |   | Don Bosco (Paraná)         | 2                        | 0                        | 2                        |                          |  |                      |                           |                           |                           |                           |  |                 |                         |                         |                         |                         |  |                |                     |                     |  |
|  |                             |                             |                             |                             |   | Don Bosco (Paraná)         | 2                        | 0                        | 2                        |                          |  |                      |                           |                           |                           |                           |  |                 |                         |                         |                         |                         |  |                |                     |                     |  |
|  |                             |                             | S. D. Achirense             | 1                           | 2 | 3                          |                          |                          |                          |                          |  |                      |                           |                           |                           |                           |  |                 |                         |                         |                         |                         |  |                |                     |                     |  |
|  | S. D. Achirense             | 2                           | S. D. Achirense             | 1                           | 2 | 3                          | 2                        | 4                        |                          |                          |  |                      |                           |                           |                           |                           |  |                 |                         |                         |                         |                         |  |                |                     |                     |  |
|  | S. D. Achirense             | 2                           |                             |                             |   |                            |                          |                          |                          |                          |  |                      |                           |                           |                           |                           |  |                 |                         |                         |                         |                         |  |                |                     |                     |  |
|  | Caballú (La Paz)            | 0                           | 0                           | 0                           |   |                            |                          |                          |                          |                          |  |                      |                           |                           |                           |                           |  |                 |                         |                         |                         |                         |  |                |                     |                     |  |
|  | Caballú (La Paz)            | 0                           | 0                           | 0                           |   |                            |                          |                          |                          |                          |  | S. D. Achirense (p.) | 0                         | 2                         | 2 (7)                     |                           |  |                 |                         |                         |                         |                         |  |                |                     |                     |  |
|  |                             |                             |                             |                             |   |                            |                          |                          |                          |                          |  | S. D. Achirense (p.) | 0                         | 2                         | 2 (7)                     |                           |  |                 |                         |                         |                         |                         |  |                |                     |                     |  |
|  |                             |                             | Atl. Oro Verde              | 1                           | 1 | 2 (6)                      |                          |                          |                          |                          |  |                      |                           |                           |                           |                           |  |                 |                         |                         |                         |                         |  |                |                     |                     |  |
|  | Estudiantes (Federación)    | 2                           | Atl. Oro Verde              | 1                           | 1 | 2 (6)                      | 0                        | 2                        |                          |                          |  |                      |                           |                           |                           |                           |  |                 |                         |                         |                         |                         |  |                |                     |                     |  |
|  | Estudiantes (Federación)    | 2                           |                             |                             |   |                            |                          |                          |                          |                          |  |                      |                           |                           |                           |                           |  |                 |                         |                         |                         |                         |  |                |                     |                     |  |
|  | Atl. Oro Verde              | 4                           | 2                           | 6                           |   |                            |                          |                          |                          |                          |  |                      |                           |                           |                           |                           |  |                 |                         |                         |                         |                         |  |                |                     |                     |  |
|  | Atl. Oro Verde              | 4                           | 2                           | 6                           |   | Atl. Oro Verde             | 1                        | 3                        | 4                        |                          |  |                      |                           |                           |                           |                           |  |                 |                         |                         |                         |                         |  |                |                     |                     |  |
|  |                             |                             |                             |                             |   | Atl. Oro Verde             | 1                        | 3                        | 4                        |                          |  |                      |                           |                           |                           |                           |  |                 |                         |                         |                         |                         |  |                |                     |                     |  |
|  |                             |                             | Def. de Pronunciamiento     | 1                           | 1 | 2                          |                          |                          |                          |                          |  |                      |                           |                           |                           |                           |  |                 |                         |                         |                         |                         |  |                |                     |                     |  |
|  | Def. de Pronunciamiento     | 4                           | Def. de Pronunciamiento     | 1                           | 1 | 2                          | 2                        | 6                        |                          |                          |  |                      |                           |                           |                           |                           |  |                 |                         |                         |                         |                         |  |                |                     |                     |  |
|  | Def. de Pronunciamiento     | 4                           |                             |                             |   |                            |                          |                          |                          |                          |  |                      |                           |                           |                           |                           |  |                 |                         |                         |                         |                         |  |                |                     |                     |  |
|  | Unión de VJ (Concordia)     | 2                           | 0                           | 2                           |   |                            |                          |                          |                          |                          |  |                      |                           |                           |                           |                           |  |                 |                         |                         |                         |                         |  |                |                     |                     |  |
|  | Unión de VJ (Concordia)     | 2                           | 0                           | 2                           |   |                            |                          |                          |                          |                          |  |                      |                           |                           |                           |                           |  | S. D. Achirense | 2                       | 2                       | 4                       |                         |  |                |                     |                     |  |
|  |                             |                             |                             |                             |   |                            |                          |                          |                          |                          |  |                      |                           |                           |                           |                           |  | S. D. Achirense | 2                       | 2                       | 4                       |                         |  |                |                     |                     |  |
|  |                             |                             | Dep. San José               | 4                           | 2 | 6                          |                          |                          |                          |                          |  |                      |                           |                           |                           |                           |  |                 |                         |                         |                         |                         |  |                |                     |                     |  |
|  | Colegiales (Concordia)      | 0                           | Dep. San José               | 4                           | 2 | 6                          | 1                        | 1                        |                          |                          |  |                      |                           |                           |                           |                           |  |                 |                         |                         |                         |                         |  |                |                     |                     |  |
|  | Colegiales (Concordia)      | 0                           |                             |                             |   |                            |                          |                          |                          |                          |  |                      |                           |                           |                           |                           |  |                 |                         |                         |                         |                         |  |                |                     |                     |  |
|  | Dep. Urdinarrain            | 2                           | 2                           | 4                           |   |                            |                          |                          |                          |                          |  |                      |                           |                           |                           |                           |  |                 |                         |                         |                         |                         |  |                |                     |                     |  |
|  | Dep. Urdinarrain            | 2                           | 2                           | 4                           |   | Dep. Urdinarrain           | 1                        | 2                        | 3 (5)                    |                          |  |                      |                           |                           |                           |                           |  |                 |                         |                         |                         |                         |  |                |                     |                     |  |
|  |                             |                             |                             |                             |   | Dep. Urdinarrain           | 1                        | 2                        | 3 (5)                    |                          |  |                      |                           |                           |                           |                           |  |                 |                         |                         |                         |                         |  |                |                     |                     |  |
|  |                             |                             | Dep. San José (p.)          | 1                           | 2 | 3 (6)                      |                          |                          |                          |                          |  |                      |                           |                           |                           |                           |  |                 |                         |                         |                         |                         |  |                |                     |                     |  |
|  | Santa María de Oro FBC      | 1                           | Dep. San José (p.)          | 1                           | 2 | 3 (6)                      | 1                        | 2                        |                          |                          |  |                      |                           |                           |                           |                           |  |                 |                         |                         |                         |                         |  |                |                     |                     |  |
|  | Santa María de Oro FBC      | 1                           |                             |                             |   |                            |                          |                          |                          |                          |  |                      |                           |                           |                           |                           |  |                 |                         |                         |                         |                         |  |                |                     |                     |  |
|  | Dep. San José               | 1                           | 2                           | 3                           |   |                            |                          |                          |                          |                          |  |                      |                           |                           |                           |                           |  |                 |                         |                         |                         |                         |  |                |                     |                     |  |
|  | Dep. San José               | 1                           | 2                           | 3                           |   |                            |                          |                          |                          |                          |  | Dep. San José        | 3                         | 1                         | 4                         |                           |  |                 |                         |                         |                         |                         |  |                |                     |                     |  |
|  |                             |                             |                             |                             |   |                            |                          |                          |                          |                          |  | Dep. San José        | 3                         | 1                         | 4                         |                           |  |                 |                         |                         |                         |                         |  |                |                     |                     |  |
|  |                             |                             | Santa Rosa (San José)       | 1                           | 1 | 2                          |                          |                          |                          |                          |  |                      |                           |                           |                           |                           |  |                 |                         |                         |                         |                         |  |                |                     |                     |  |
|  | Santa Rosa (San José)       | 3                           | Santa Rosa (San José)       | 1                           | 1 | 2                          | 2                        | 5                        |                          |                          |  |                      |                           |                           |                           |                           |  |                 |                         |                         |                         |                         |  |                |                     |                     |  |
|  | Santa Rosa (San José)       | 3                           |                             |                             |   |                            |                          |                          |                          |                          |  |                      |                           |                           |                           |                           |  |                 |                         |                         |                         |                         |  |                |                     |                     |  |
|  | Def. de Martín Fierro       | 2                           | 0                           | 2                           |   |                            |                          |                          |                          |                          |  |                      |                           |                           |                           |                           |  |                 |                         |                         |                         |                         |  |                |                     |                     |  |
|  | Def. de Martín Fierro       | 2                           | 0                           | 2                           |   | Santa Rosa (San José) (p.) | 2                        | 0                        | 2 (4)                    |                          |  |                      |                           |                           |                           |                           |  |                 |                         |                         |                         |                         |  |                |                     |                     |  |
|  |                             |                             |                             |                             |   | Santa Rosa (San José) (p.) | 2                        | 0                        | 2 (4)                    |                          |  |                      |                           |                           |                           |                           |  |                 |                         |                         |                         |                         |  |                |                     |                     |  |
|  |                             |                             | Real Concordia              | 1                           | 1 | 2 (1)                      |                          |                          |                          |                          |  |                      |                           |                           |                           |                           |  |                 |                         |                         |                         |                         |  |                |                     |                     |  |
|  | Belgrano (Paraná)           | 4                           | Real Concordia              | 1                           | 1 | 2 (1)                      | 1                        | 5                        |                          |                          |  |                      |                           |                           |                           |                           |  |                 |                         |                         |                         |                         |  |                |                     |                     |  |
|  | Belgrano (Paraná)           | 4                           |                             |                             |   |                            |                          |                          |                          |                          |  |                      |                           |                           |                           |                           |  |                 |                         |                         |                         |                         |  |                |                     |                     |  |
|  | Real Concordia              | 4                           | 2                           | 6                           |   |                            |                          |                          |                          |                          |  |                      |                           |                           |                           |                           |  |                 |                         |                         |                         |                         |  |                |                     |                     |  |
|  | Real Concordia              | 4                           | 2                           | 6                           |   |                            |                          |                          |                          |                          |  |                      |                           |                           |                           |                           |  |                 |                         |                         |                         |                         |  |                |                     |                     |  |
|  |                             |                             |                             |                             |   |                            |                          |                          |                          |                          |  |                      |                           |                           |                           |                           |  |                 |                         |                         |                         |                         |  |                |                     |                     |  |

- Nota: En cada llave, el equipo que ocupa la segunda línea es el que define la serie como local.
- Nota: Solo se muestra la llave a partir de tercera ronda.

## Fase eliminatoria
A partir de aquí los equipos se enfrentan por eliminación directa a doble partido, uno en cada sede. En caso de empate al cabo de la serie, se ejecutan tiros desde el punto penal.
Desde esta instancia, el equipo que ostente menor número de orden que su rival de turno ejercerá la localía en el partido de vuelta.

### Segunda Ronda
Los 32 equipos clasificados desde la fase de grupos.
| Llave | Local - Ida                                | Global        | Local - Vuelta                     |
| ----- | ------------------------------------------ | ------------- | ---------------------------------- |
| A     | Rivadavia (Concepción del Uruguay)         | 1 - 0         | Neuquén Club (Paraná)              |
| B     | La Bianca (Concordia)                      | 0 - 2         | 1.° de Mayo (Chajarí)              |
| C     | Santa Marta (Santa Elena)                  | 2 - 5         | Centro Bancario (Gualeguay)        |
| D     | Atl. Valle María                           | (1) 4 - 4 (4) | Juventud (Urdinarrain)             |
| E     | María Auxiliadora (Concepción del Uruguay) | 7 - 2         | Juventud Unida (Bovril)            |
| F     | Banfield (Victoria)                        | E             | Palermo (Paraná)                   |
| G     | Atl. Basavilbaso                           | 1 - 0         | Defensores del Oeste (Basavilbaso) |
| H     | Ferrocarril (Chajarí)                      | 1 - 2         | Barrio Norte (Gualeguay)           |
| I     | Barrio Congo (La Paz)                      | 2 - 4         | Don Bosco (Paraná)                 |
| J     | Caballú (La Paz)                           | 6 - 5         | Unión y Recreo (San Justo)         |
| K     | Atl. Oro Verde                             | 2 - 1         | Camba Cua (Santa Elena)            |
| L     | Unión de Villa Jardín (Concordia)          | 4 - 3         | Atl. Colonia Elía                  |
| M     | Atl. Rosario Tala                          | (4) 4 - 4 (5) | Dep. San José                      |
| N     | Dep. Urdinarrain                           | (5) 3 - 3 (4) | Sauce (Colón)                      |
| O     | Defensores de Martín Fierro (Maciá)        | (4) 5 - 5 (2) | Camioneros (Paraná)                |
| P     | Liverpool (El Brillante)                   | 3 - 5         | Real Concordia                     |

|  | Clasificado a Tercera ronda. |

| Partidos de ida                     | Partidos de ida | Partidos de ida                    | Partidos de ida               | Partidos de ida |
| Local                               | Resultado       | Visita                             | Estadio                       | Fecha           |
| ----------------------------------- | --------------- | ---------------------------------- | ----------------------------- | --------------- |
| Rivadavia (CdU)                     | 1 - 0           | Neuquén Club (Paraná)              | Rivadavia (CdU)               | 5 de febrero    |
| La Bianca (Concordia)               | 0 - 1           | 1°. de Mayo (Chajarí)              | La Bianca (Concordia)         | 5 de febrero    |
| Santa Marta (Santa Elena)           | 1 - 2           | Centro Bancario (Gualeguay)        | Polideportivo de Santa Elena  | 5 de febrero    |
| Atl. Valle María                    | 1 - 0           | Juventud (Urdinarrain)             | Atl. Valle María              | 5 de febrero    |
| María Auxiliadora (CdU)             | 4 - 0           | Juventud Unida (Bovril)            | Cristo de los Olivos          | 6 de febrero    |
| Banfield (Victoria)                 | susp.           | Palermo (Paraná)                   | Defensores de la Ribera       | 5 de febrero    |
| Atl. Basavilbaso                    | 0 - 0           | Defensores del Oeste (Basavilbaso) | Coloso del Barrio Tanque      | 5 de febrero    |
| Ferrocarril (Chajarí)               | 1 - 1           | Barrio Norte (Gualeguay)           | Ferrocarril (Chajarí)         | 5 de febrero    |
| Barrio Congo (La Paz)               | 2 - 1           | Don Bosco (Paraná)                 | Club Sp. Comercio e Industria | 5 de febrero    |
| Caballú (La Paz)                    | 2 - 1           | Unión y Recreo (San Justo)         | Patronato Football Club       | 5 de febrero    |
| Atl. Oro Verde                      | 2 - 0           | Camba Cua (Santa Elena)            | Gustavo ''Pucará'' Ortellao   | 5 de febrero    |
| Unión de Villa Jardín (Concordia)   | 3 - 2           | Atl. Colonia Elía                  | Victoria (Concordia)          | 5 de febrero    |
| Atl. Rosario Tala                   | 3 - 1           | Dep. San José                      | Rafael Osinalde               | 5 de febrero    |
| Dep. Urdinarrain                    | 3 - 2           | Sauce (Colón)                      | Teodoro Treisse               | 5 de febrero    |
| Defensores de Martín Fierro (Maciá) | 1 - 1           | Camioneros (Paraná)                | Jeannot Sueyro                | 5 de febrero    |
| Liverpool (El Brillante)            | 0 - 2           | Real Concordia                     | Liverpool (El Brillante)      | 5 de febrero    |

| Partidos de vuelta                 | Partidos de vuelta | Partidos de vuelta                  | Partidos de vuelta      | Partidos de vuelta |
| Local                              | Resultado          | Visita                              | Estadio                 | Fecha              |
| ---------------------------------- | ------------------ | ----------------------------------- | ----------------------- | ------------------ |
| Neuquén Club (Paraná)              | 0 - 0              | Rivadavia (CdU)                     | Luis Renaud             | 12 de febrero      |
| 1° Primero de Mayo (Chajarí)       | 2 - 0              | La Bianca (Concordia)               | Virgen de Lourdes       | 12 de febrero      |
| Centro Bancario (Gualeguay)        | 3 - 1              | Santa Marta (Santa Elena)           | Ricardo Taborda         | 12 de febrero      |
| Juventud (Urdinarrain)             | 4 - 3              | Atl. Valle María                    | Juan Jorge Stauber      | 11 de febrero      |
| Juventud Unida (Bovril)            | 2 - 3              | María Auxiliadora (CdU)             | Juventud Unida (Bovril) | 11 de febrero      |
| Palermo (Paraná)                   | susp.              | Banfield (Victoria)                 | Alberto Taleb           | sin fecha.         |
| Defensores del Oeste (Basavilbaso) | 0 - 1              | Atl. Basavilbaso                    | 12 de Octubre           | 11 de febrero      |
| Barrio Norte (Gualeguay)           | 1 - 0              | Ferrocarril (Chajarí)               | Alberto Pocha Bardacco  | 12 de febrero      |
| Don Bosco (Paraná)                 | 3 - 0              | Barrio Congo (La Paz)               | Dr. Julio Federik       | 11 de febrero      |
| Unión y Recreo (San Justo)         | 4 - 4              | Caballú (La Paz)                    | Emeterio Mendoza        | 12 de febrero      |
| Camba Cua (Santa Elena)            | 1 - 0              | Atl. Oro Verde                      | Camba Cua (Santa Elena) | 12 de febrero      |
| Atl. Colonia Elía                  | 2 - 3              | Unión de Villa Jardín (Concordia)   | Atl. Colonia Elía       | 12 de febrero      |
| Dep. San José                      | 3 - 1              | Atl. Rosario Tala                   | 20 de Noviembre         | 15 de febrero      |
| Sauce (Colón)                      | 3 - 2              | Dep. Urdinarrain                    | Prudencio Toledo        | 15 de febrero      |
| Camioneros (Paraná)                | 2 - 2              | Defensores de Martín Fierro (Maciá) | Camioneros (Paraná)     | 12 de febrero      |
| Real Concordia                     | 3 - 3              | Liverpool (El Brillante)            | Club Villa Zorraquin    | 11 de febrero      |

### Tercera Ronda
16 clasificados de la segunda fase más los 13 equipos que participaron de torneos AFA y el campeón de la Copa Entre Ríos 2021, más los 2 mejores equipos de la fase de grupos.
| Llave | Local - Vuelta                             | Global | Local - Ida                       |
| ----- | ------------------------------------------ | ------ | --------------------------------- |
| 1     | Rivadavia (Concepción del Uruguay)         | 1 - 7  | Dep. La Florida                   |
| 2     | 1.° de Mayo (Chajarí)                      | 4 - 2  | Viale FBC                         |
| 3     | Centro Bancario (Gualeguay)                | 9 - 1  | 9 de Julio (Colonia Ayuí)         |
| 4     | Juventud (Urdinarrain)                     | 2 - 1  | Malvinas (Federal)                |
| 5     | María Auxiliadora (Concepción del Uruguay) | 1 - 3  | Arsenal (Viale)                   |
| 6     | sin rival.                                 | w/o    | Gimnasia (Concepción del Uruguay) |
| 7     | Atl. Basavilbaso                           | 0 - 8  | Patronato                         |
| 8     | Barrio Norte (Gualeguay)                   | 2 - 4  | Libertad (Concordia)              |
| 9     | Don Bosco (Paraná)                         | 4 - 2  | Central Larroque                  |
| 10    | Caballú (La Paz)                           | 0 - 4  | S. D. Achirense                   |
| 11    | Atl. Oro Verde                             | 6 - 2  | Estudiantes (Federación)          |
| 12    | Unión de Villa Jardín (Concordia)          | 2 - 6  | Defensores de Pronunciamiento     |
| 13    | Dep. Urdinarrain                           | 4 - 1  | Colegiales (Concordia)            |
| 14    | Dep. San José                              | 3 - 2  | Santa María de Oro FC             |
| 15    | Defensores de Martín Fierro (Maciá)        | 2 - 5  | Santa Rosa (San José)             |
| 16    | Real Concordia                             | 6 - 5  | Belgrano (Paraná)                 |

|  | Clasificado a octavos de final. |

| Partidos de ida           | Partidos de ida | Partidos de ida                     | Partidos de ida              | Partidos de ida |
| Local                     | Resultado       | Visita                              | Estadio                      | Fecha           |
| ------------------------- | --------------- | ----------------------------------- | ---------------------------- | --------------- |
| Dep. La Florida           | 5 - 0           | Rivadavia (CdU)                     | Nuestra Señora de Itatí      | 19 de febrero   |
| Viale FBC                 | 1 - 2           | 1.° de Mayo (Chajarí)               | Leandro Cecotti              | 18 de febrero   |
| 9 de Julio (Colonia Ayuí) | 0 - 4           | Centro Bancario (Gualeguay)         | Juan Bautista Carbonara      | 19 de febrero   |
| Malvinas (Federal)        | 1 - 1           | Juventud (Urdinarrain)              | Oscar ''Oso'' Cis            | 19 de febrero   |
| Arsenal (Viale)           | 2 - 1           | María Auxiliadora (CdU)             | 5 de Octubre                 | 19 de febrero   |
| Gimnasia (CdU)            | -               | sin rival.                          | sin rival.                   | sin rival.      |
| Patronato                 | 4 - 0           | Atl. Basavilbaso                    | Luis Renaud                  | 20 de febrero   |
| Libertad (Concordia)      | 2 - 1           | Barrio Norte (Gualeguay)            | Parque Mitre                 | 19 de febrero   |
| Central Larroque          | 0 - 0           | Don Bosco (Paraná)                  | Raúl Impini                  | 19 de febrero   |
| S. D. Achirense           | 2 - 0           | Caballú (La Paz)                    | Guillermo Bonnín             | 18 de febrero   |
| Estudiantes (Federación)  | 2 - 4           | Atl. Oro Verde                      | Francisco ''Pancho'' Ramírez | 19 de febrero   |
| Def. de Pronunciamiento   | 4 - 2           | Unión de Villa Jardín (Concordia)   | Delio E. Cardozo             | 19 de febrero   |
| Colegiales (Concordia)    | 0 - 2           | Dep. Urdinarrain                    | Club Atlético Victoria       | 19 de febrero   |
| Santa María de Oro FC     | 1 - 1           | Dep. San José                       | Justo Gamboa                 | 19 de febrero   |
| Santa Rosa (San José)     | 3 - 2           | Defensores de Martín Fierro (Maciá) | Juan H. Hermosid             | 19 de febrero   |
| Belgrano (Paraná)         | 4 - 4           | Real Concordia                      | Nuevo Mondonguero            | 19 de febrero   |

| Partidos de vuelta                  | Partidos de vuelta | Partidos de vuelta        | Partidos de vuelta          | Partidos de vuelta |
| Local                               | Resultado          | Visita                    | Estadio                     | Fecha              |
| ----------------------------------- | ------------------ | ------------------------- | --------------------------- | ------------------ |
| Rivadavia (CdU)                     | 1 - 2              | Dep. La Florida           | Rivadavia (CdU)             | 26 de febrero      |
| 1.° de Mayo (Chajarí)               | 2 - 1              | Viale FBC                 | Virgen de Lourdes           | 25 de febrero      |
| Centro Bancario (Gualeguay)         | 5 - 1              | 9 de Julio (Colonia Ayuí) | Ricardo Taborda             | 26 de febrero      |
| Juventud (Urdinarrain)              | 1 - 0              | Malvinas (Federal)        | Juan Jorge Stauber          | 25 de febrero      |
| María Auxiliadora (CdU)             | 0 - 1              | Arsenal (Viale)           | Cristo de los Olivos        | 26 de febrero      |
| sin rival.                          | -                  | Gimnasia (CdU)            | sin rival.                  | sin rival.         |
| Atl. Basavilbaso                    | 0 - 4              | Patronato                 | Coloso del Barrio Tanque    | 26 de febrero      |
| Barrio Norte (Gualeguay)            | 1 - 2              | Libertad (Concordia)      | Alberto Pocha Bardacco      | 26 de febrero      |
| Don Bosco (Paraná)                  | 4 - 2              | Central Larroque          | Dr. Julio Federik           | 25 de febrero      |
| Caballú (La Paz)                    | 0 - 2              | S. D. Achirense           | Patronato Football Club     | 26 de febrero      |
| Atl. Oro Verde                      | 2 - 0              | Estudiantes (Federación)  | Gustavo ''Pucará'' Ortellao | 26 de febrero      |
| Unión de Villa Jardín (Concordia)   | 0 - 2              | Def. de Pronunciamiento   | Victoria (Concordia)        | 25 de febrero      |
| Dep. Urdinarrain                    | 2 - 1              | Colegiales (Concordia)    | Teodoro Treisse             | 26 de febrero      |
| Dep. San José                       | 2 - 1              | Santa María de Oro FC     | 20 de Noviembre             | 26 de febrero      |
| Defensores de Martín Fierro (Maciá) | 0 - 2              | Santa Rosa (San José)     | Jeannot Sueyro              | 26 de febrero      |
| Real Concordia                      | 2 - 1              | Belgrano (Paraná)         | Juan Bautista Carbonara     | 25 de febrero      |

### Octavos de final
16 clasificados de la tercera fase.
| Llave | Local - Vuelta                    | Global        | Local - Ida                 |
| ----- | --------------------------------- | ------------- | --------------------------- |
| O1    | 1.° de Mayo (Chajarí)             | 1 - 3         | Dep. La Florida             |
| O2    | Juventud (Urdinarrain)            | 4 - 1         | Centro Bancario (Gualeguay) |
| O3    | Gimnasia (Concepción del Uruguay) | 2 - 1         | Arsenal (Viale)             |
| O4    | Libertad (Concordia)              | 1 - 0         | Patronato                   |
| O5    | S. D. Achirense                   | 3 - 2         | Don Bosco (Paraná)          |
| O6    | Defensores de Pronunciamiento     | 2 - 4         | Atl. Oro Verde              |
| O7    | Dep. San José                     | (6) 3 - 3 (5) | Dep. Urdinarrain            |
| O8    | Real Concordia                    | (1) 2 - 2 (4) | Santa Rosa (San José)       |

|  | Clasificado a cuartos de final. |

| Partidos de ida             | Partidos de ida | Partidos de ida         | Partidos de ida             | Partidos de ida |
| Local                       | Resultado       | Visita                  | Estadio                     | Fecha           |
| --------------------------- | --------------- | ----------------------- | --------------------------- | --------------- |
| Dep. La Florida             | 1 - 1           | 1.° de Mayo (Chajarí)   | Nuestra Señora de Itatí     | 5 de marzo      |
| Centro Bancario (Gualeguay) | 1 - 2           | Juventud (Urdinarrain)  | Ricardo Taborda             | 4 de marzo      |
| Arsenal (Viale)             | 0 - 1           | Gimnasia (CdU)          | 5 de Octubre                | 5 de marzo      |
| Patronato                   | 0 - 0           | Libertad (Concordia)    | Dr. Julio Federik           | 5 de marzo      |
| Don Bosco (Paraná)          | 2 - 1           | S. D. Achirense         | Dr. Julio Federik           | 4 de marzo      |
| Atl. Oro Verde              | 1 - 1           | Def. de Pronunciamiento | Gustavo ''Pucará'' Ortellao | 5 de marzo      |
| Dep. Urdinarrain            | 1 - 1           | Dep. San José           | Teodoro Treisse             | 5 de marzo      |
| Santa Rosa (San José)       | 2 - 1           | Real Concordia          | Juan H. Hermosid            | 5 de marzo      |

| Partidos de vuelta      | Partidos de vuelta | Partidos de vuelta          | Partidos de vuelta      | Partidos de vuelta |
| Local                   | Resultado          | Visita                      | Estadio                 | Fecha              |
| ----------------------- | ------------------ | --------------------------- | ----------------------- | ------------------ |
| 1.° de Mayo (Chajarí)   | 0 - 2              | Dep. La Florida             | Virgen de Lourdes       | 12 de marzo        |
| Juventud (Urdinarrain)  | 2 - 0              | Centro Bancario (Gualeguay) | Juan Jorge Stauber      | 11 de marzo        |
| Gimnasia (CdU)          | 1 - 1              | Arsenal (Viale)             | Manuel y Ramón Núñez    | 11 de marzo        |
| Libertad (Concordia)    | 1 - 0              | Patronato                   | Parque Mitre            | 12 de marzo        |
| S. D. Achirense         | 2 - 0              | Don Bosco (Paraná)          | Guillermo Bonnín        | 12 de marzo        |
| Def. de Pronunciamiento | 1 - 3              | Atl. Oro Verde              | Delio E. Cardozo        | 11 de marzo        |
| Dep. San José           | 2 - 2              | Dep. Urdinarrain            | 20 de Noviembre         | 12 de marzo        |
| Real Concordia          | 1 - 0              | Santa Rosa (San José)       | Juan Bautista Carbonara | 11 de marzo        |

- Nota: En las series a dos partidos el equipo con el menor número de orden es el que define la serie como local.

### Cuartos de final
Los 8 clasificados de los octavos de final.
| Llave | Local - Vuelta         | Global        | Local - Ida                       |
| ----- | ---------------------- | ------------- | --------------------------------- |
| C1    | Juventud (Urdinarrain) | 2 - 3         | Dep. La Florida                   |
| C2    | Libertad (Concordia)   | 0 - 2         | Gimnasia (Concepción del Uruguay) |
| C3    | Atl. Oro Verde         | (6) 2 - 2 (7) | S. D. Achirense                   |
| C4    | Santa Rosa (San José)  | 2 - 4         | Dep. San José                     |

|  | Clasificado a Semifinales. |

| Partidos de ida | Partidos de ida | Partidos de ida        | Partidos de ida         | Partidos de ida |
| Local           | Resultado       | Visita                 | Estadio                 | Fecha           |
| --------------- | --------------- | ---------------------- | ----------------------- | --------------- |
| Dep. La Florida | 2 - 1           | Juventud (Urdinarrain) | Nuestra Señora de Itatí | 18 de marzo     |
| Gimnasia (CdU)  | 2 - 0           | Libertad (Concordia)   | Manuel y Ramón Núñez    | 19 de marzo     |
| S. D. Achirense | 0 - 1           | Atl. Oro Verde         | Guillermo Bonnín        | 18 de marzo     |
| Dep. San José   | 3 - 1           | Santa Rosa (San José)  | 20 de Noviembre         | 19 de marzo     |

| Partidos de vuelta     | Partidos de vuelta | Partidos de vuelta | Partidos de vuelta          | Partidos de vuelta |
| Local                  | Resultado          | Visita             | Estadio                     | Fecha              |
| ---------------------- | ------------------ | ------------------ | --------------------------- | ------------------ |
| Juventud (Urdinarrain) | 1 - 1              | Dep. La Florida    | Juan Jorge Stauber          | 25 de marzo        |
| Libertad (Concordia)   | 0 - 0              | Gimnasia (CdU)     | Parque Mitre                | 26 de marzo        |
| Atl. Oro Verde         | 1 - 2              | S. D. Achirense    | Gustavo ''Pucará'' Ortellao | 26 de marzo        |
| Santa Rosa (San José)  | 1 - 1              | Dep. San José      | Juan H. Hermosid            | 26 de marzo        |

### Semifinales
Los 4 clasificados de los cuartos de final.
| Llave | Local - Vuelta                    | Global | Local - Ida     |
| ----- | --------------------------------- | ------ | --------------- |
| S1    | Gimnasia (Concepción del Uruguay) | 5 - 3  | Dep. La Florida |
| S2    | Dep. San José                     | 6 - 4  | S. D. Achirense |

|  | Clasificado a la Final. |

| Partidos de ida | Partidos de ida | Partidos de ida | Partidos de ida         | Partidos de ida |
| Local           | Resultado       | Visita          | Estadio                 | Fecha           |
| --------------- | --------------- | --------------- | ----------------------- | --------------- |
| Dep. La Florida | 0 - 2           | Gimnasia (CdU)  | Nuestra Señora de Itatí | 2 de abril      |
| S. D. Achirense | 2 - 4           | Dep. San José   | Guillermo Bonnín        | 2 de abril      |

| Partidos de vuelta | Partidos de vuelta | Partidos de vuelta | Partidos de vuelta   | Partidos de vuelta |
| Local              | Resultado          | Visita             | Estadio              | Fecha              |
| ------------------ | ------------------ | ------------------ | -------------------- | ------------------ |
| Gimnasia (CdU)     | 3 - 3              | Dep. La Florida    | Manuel y Ramón Núñez | 9 de abril         |
| Dep. San José      | 2 - 2              | S. D. Achirense    | 20 de Noviembre      | 9 de abril         |

### Final
Los 2 clasificados de las semifinales. Ambos equipos clasifican al Torneo Regional Federal Amateur.
| 10 de junio, 16:00 | Gimnasia (CdU)                                       | 3 - 2 | Dep. San José                     | Delio E. Cardozo, Pronunciamiento |                             |
|                    | Juan Gómez 4' · Gabriel Thea 62' · Iván González 72' |       | 39' Walter Bravo · 84' Juan Gómez | Árbitro(s): Santiago Folmer       | Árbitro(s): Santiago Folmer |

|                                   |
|                                   |
| Campeón Gimnasia (CdU) 2.º título |